# Bátori-barlang
A Bátori-barlang Magyarország fokozottan védett barlangjai közül az egyik. A Duna–Ipoly Nemzeti Parkban lévő Budapest II. kerületében, közkedvelt kirándulóhelyen található. Őslénytani és régészeti leletek kerültek elő belőle. Ebben a barlangban volt remete Báthory László és a középkorban bányásztak is benne.

## A barlang leírása
Nyílása közvetlenül a Nagy-Hárs-hegy csúcsa alatt, a hegy ÉK-i oldalán található. A barlang megközelíthető a Gyermekvasút Szépjuhászné, illetve Hárs-hegy állomásairól a sárga sáv turistajelzést követve. Turistatérképeken is jelölve van a barlang helye. Hossza 360 m, függőleges kiterjedése 56 m és vízszintes kiterjedése 40×30 m.
Valószínűleg a pliocénban alakították ki a feltörő hévizek triász dachsteini mészkőben, de a barlang felső szakaszai átnyúlnak a hárshegyi homokkőbe. Jellemző, hévizes eredetű morfológiai formái az egymáshoz kapcsolódó gömbfülkék. A vízszintes járatokhoz nehezen, vagy csak technikai eszközök használatával járható, meredek aknák kapcsolódnak. Változatos alakú és színű képződmények, például borsókövek, karfiolok és kis mennyiségben cseppkövek találhatók falain. A gömbös formákat befedő vöröses-sárgás színű borsókőbevonatok fokozzák képződményeinek látványát. Hematit- és limonittartalmú telepek is előfordulnak a barlangban. A járatok természetes jellegét a középkori bányászat okozta mesterséges beavatkozás nyomai törik meg a Nagy-lépcsőktől beljebb elhelyezkedő részben.
A barlang változatos arculatú, jól elkülöníthető részekből áll. A Bejárati-terem 6–10 m hosszú, 3–6 m széles és magassága eléri a 8 m-t. Az 1960-as években végzett feltárómunka jelentős járatszintsüllyesztése ellenére a teremben, amely a legnagyobb a barlangban, még mindig nagy mennyiségű kitöltés van. A terem falai képződménymentesek és a teremben az év legtöbb napján jelentős csepegés figyelhető meg. Aljára a 4 m-rel magasabban lévő természetes (mára már tágított) bejárattól vaslépcsőn lehet lejutni. A terem talpszintjén van az 1966-ban robbantással megnyitott mesterséges bejárat. Ebben a régen 2–3 m-rel magasabban elhelyezkedő teremben, a továbbvezető hasadék előtt állt a nyomtalanul eltűnt márványoltár.
A barlang legmélyebb pontjáig tartó Piramis-ág a barlang képződményekben leggazdagabb része, ahol a változatos színű borsókő- és karfiolcsoportokon túl hófehér gipszkristályegyüttesek és cseppkövek figyelhetők meg. A borsókővel fedett falfelületeket sárga, valamint fehér kalcitszivacs vonja be. A járat két gömbfülkesorból áll, amelyeket szűk, feltöltődött kürtő zár le. E szakasz legszebb része a Tavas-terem, vagy Itató, ahol a falakat csillogó kalcit-aragonit bevonat fedi.
A terem alján majdnem 0,5 m² vízfelszínű, változó vízszintű kis tó van, melyet már egy 1802-ből származó leírás is említett. A Tavas-teremben néha enyhe szén-dioxid érzékelhető, de nincsenek adatok koncentrációjára. A Hűség terme nevű terem falán is változatos alakú borsókőbevonat található, és itt szintén kialakult a csak erre a szakaszra jellemző tejfehér cseppkő. A falak néhol telérekkel átszőtt mészkőből állnak, melynek felületén fekete ásványi szemcsék ülnek. Mennyezetét nagyon laza, mállékony, rostos szerkezetű kalcitszivacs képezi.

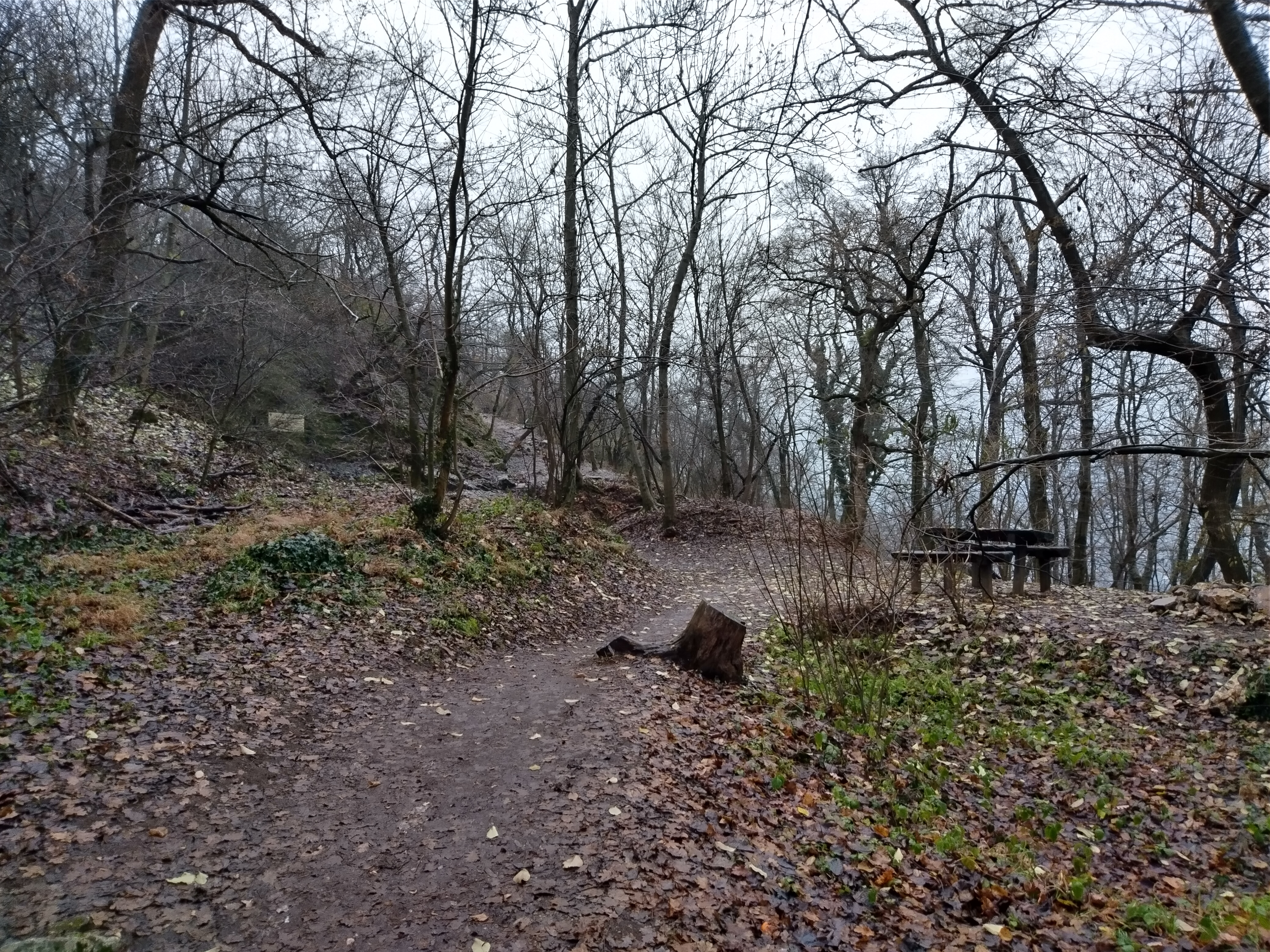
A Bátori-barlang bejáratának előtere 2020-ban

A kb. 15 m mélyen fekvő Hármas termi ágba (a Szabó László-terembe) vezető gömbfülkéket meredek dőlésű szerkezeti törés nehezen járható aknává egyesíti. Alján, a falakat gazdagon fedő sárgás-vöröses borsókőképződmények tövénél, főleg a sérült helyeken, hófehér hegyitej helyezkedik el. A járat utolsó előtti szintjén, a borsóköveken utólag képződött cseppkő figyelhető meg. A legalsó terem néhány, egymáshoz kapcsolódó, gömb alakú terem együttese. A barlang legmagasabban lévő pontja a Hármas-terem folytatását jelentő Kupola-teremben érhető el.
A Kis-lépcsős és a Nagy-lépcsős rész két különböző korban, eltérő vésési technikával bővített járat, ahol a szálkőzetben létrehozott lépcsők mellett értékes ipartörténeti emlékek a falakon megmaradt régi fúrólyuk- és vésésnyomok. A középkorra tehető a bányaművelések időszaka a bennük maradt puskapor vizsgálata szerint. A természetes alakzatokat csak a kis lépcsősornál lévő kis gömbfülkék képviselik. A Bánya-szakasz az egykori vasércbánya része, ahol a mesterséges beavatkozás nagyon érzékelhető. A limonit- és hematitteléreket követve bővítették az üregeket a középkori bányászat során. Még ma is számottevő mennyiségű vastartalmú telér figyelhető meg, amelyek színes foltokat alkotnak.
A Nagy-lépcsősoron lemenve a Tölcsér következik, melyben egy vaslétra a jobbra lejtősen induló Huzatos-folyosóban ér véget, melynek sok helyen homokkőből áll mennyezete. A mészkő-homokkő település érintkezésénél enyhén gyűrt és márgásodott kőzet fekszik. A jelenleg már törmelékkel egészen kitöltött 10 m hosszú és mindenhol mesterséges kialakítású Lejtakna létrehozásakor csak harántolva lettek a természetes járatok. Homokkő tömbök között vezetnek a Labirintus omlással kialakult járatai. A vízzáró homokkőréteg miatti szárazság következtében kapta nevét a Száraz-terem. Érctelérben magasodik ez a terem és a terem falai mindenhol vörös-kék-fekete limonit- és hematittartalmú kőzetből tevődnek össze.

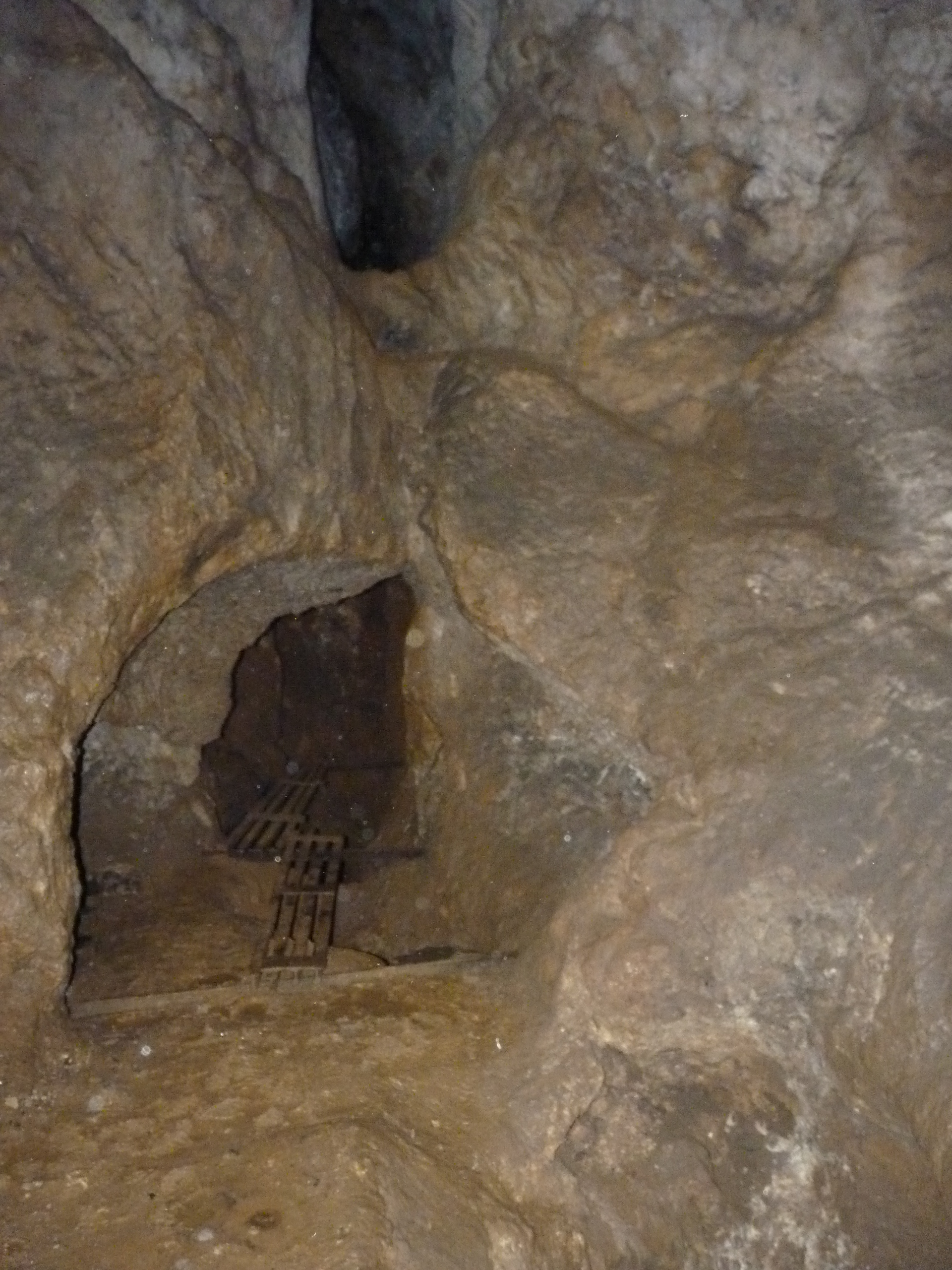
A Bátori-barlang egyik része

Az eddig ismertetettektől nagyon különbözik a barlang Y-ág, Örvény-folyosó és Pálosok-terme része. A bejáratot alkotó Y-ág tektonikus törésvonal mentén kioldódott kürtővel indul, majd néhány járatra szakad. Jellegzetes forrásjárat van az Örvény-folyosóban. Az Y-ágból még két járat kezdődik. Az egyik járat a Pálosok-terme, amely egy gömbfülke. Korábban cseppkőzászlók lógtak mennyezetén, alattuk viaszos fényű cseppkőgyertyák voltak tanulmányozhatók. Sajnos napjainkra majdnem egészen elpusztultak ezek a képződmények. A másik járat 31,4 m mélységben cső alakban fejeződik be.
Régi hiedelem szerint a barlangból járat vezet a budaszentlőrinci pálos kolostorhoz, de ezt az alapos feltárás sem erősítette meg. A barlangból sok őskori lelet került elő, például gyapjas orrszarvú és gímszarvas csontvázak, de találtak benne Zsigmond és Miksa korabeli ezüst érméket, Mária Terézia idejéből származó bronzpénzt is. A barlangot tehát az újkőkorszak, a rézkor, a bronzkor, a vaskor és a korai középkor emberei is használták. Az 1700-as években bányásztak benne, hogy aranyat és ezüstöt találjanak a barlangban.
A Duna–Ipoly Nemzeti Park Igazgatóság hozzájárulásával látogatható.

## A barlang elnevezése
A barlang Báthory Lászlóról kapta a nevét, aki 1437-től 1456-ig remetéskedett itt és a barlangban a Bibliához magyar nyelvű magyarázatokat írt. Először fordította magyarra a Bibliát. 1878-ban volt először Bátori-barlangnak nevezve a barlang az irodalmában. Előfordul a barlang az irodalmában Aranka-barlang (1878), Báthori-barlang (Schafarzik, Vendl, Papp 1964), Báthori barlang (Schafarzik, Vendl, Papp 1964), Báthory-barlang (Kadić 1919), Báthory barlang (Kadić 1920), Bátori barlang (Németh 1975), Bátori Cave (Takácsné, Eszterhás, Juhász, Kraus 1989), Bátori László-barlang (Kovács, Kovács 1976), Bátori László barlang (Józsa, Balogh, Lipcsei, Szabó, Rózsa 1978), Hárs-hegyi-barlang (Kordos 1984), Hárshegyi-barlang (Bertalan 1976) és Hárshegyi barlang (Dudich 1932) neveken is.

## A barlang története

### 1850–1879

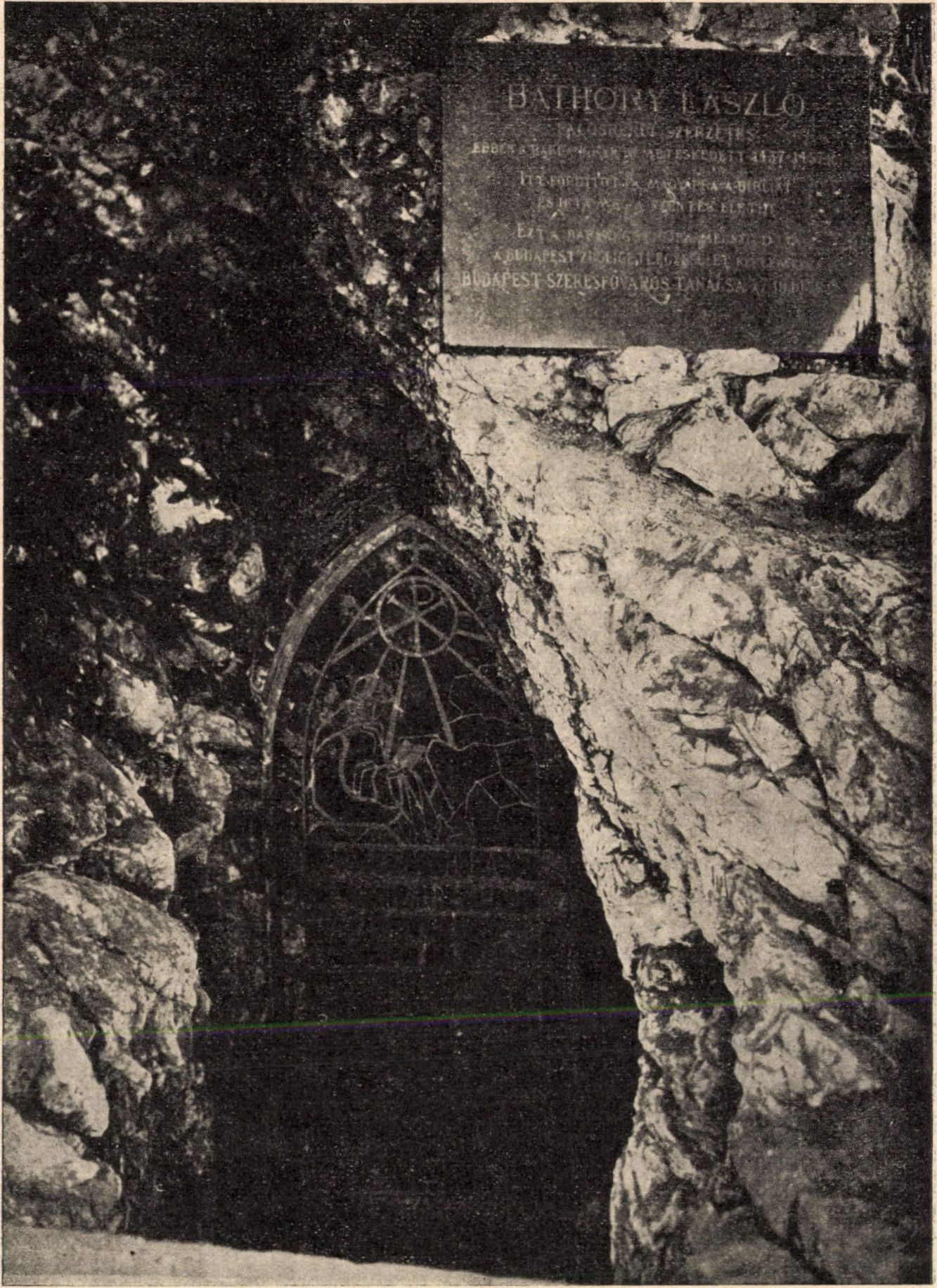
A Bátori-barlang bejárata régen

A barlangot a Magyar Hírlap 1850-ben, majd Palugyay Imre 1852-ben említették. Rupp Jakab 1868-ban kiadott könyve szerint Báthory László a budaszentlőrinci monostor szomszédságában lévő barlangban 20 évig remetéskedett.
A Vasárnapi Ujság 1878. július 21-i számában szerzőnév nélkül kiadott közleményben az van írva, hogy barlang lett felfedezve a múlt héten a főváros mellett, a Hárs-hegy alatt. A felfedező társaság az új barlangot a kutató társaságban jelen lévő hölgyről Aranka-barlangnak nevezte el. Később azonban egy tanár megállapította Palugyay Imre Buda-Pest szabad királyi városok leírása című munkája alapján, hogy az Aranka-barlang évszázadok óta ismert és Buda az 1847. június 17-én hozott határozatával Bátori-barlangnak nevezte el, mert ott élt Bátory László, a Mátyás-korabeli Biblia-fordító.
Az 1879-ben megjelent és Margó Tivadar által írt Budapest és környéke állattani tekintetben című tanulmányban az olvasható, hogy 1878 márciusában fedezett fel Margó Tivadar a budai hegyek között, a Szépjuhászné közelében lévő nagy Hárs-hegy barlangjában kereknyergű patkósdenevért, ahol kis patkósdenevért is megfigyelt. 1878. április 2-án a Hárs-hegy kisebb barlangjában hosszúszárnyú denevért talált, ahol nagy egyedszámmal előfordul. Ezt a fajt Budapest vidékén még nem ismerték. A hárs-hegyi barlangból rőt koraidenevért (koránröpülő denevér, Vesperugo noctula) határozott meg, ahol ez a faj nagy egyedszámmal megtalálható. A budai hárs-hegyi barlangból a Vespertilio murinus (Myotis murina, közönséges denevér) más denevérfajokkal együtt ki van mutatva.
Az 1879-ben napvilágot látott és Szabó József által írt Budapest és környéke geológiai tekintetben című dolgozat szerint a Hárs-hegy keleti oldalának azon részén, közel a hegytetőhöz, ahol megaloduszos mészkő bukkan felszínre, van egy barlang, amelybe kötéllel 5–6 m mélyre lehet leereszkedni, ahol azonban láthatóan mesterségesen be van tömve a folytatás. Úgy tartják, hogy a barlang régen összeköttetésben volt a pálosok kolostorával. A barlangot Tomala Nándor 1830-ban fedezte fel és időről időre tovább hatolt benne, sőt rajzát is elkészítette. Kb. 8 évvel ezelőtt eljött hozzám, megmutatta a rajzot, és arra kért, hogy ne legyen elfelejtve a barlang. A következő nyáron szerveztem egy barlangkutató expedíciót és a kerülő segítségével meg lett találva az eldugott barlangbejárat. Wissinger tanár úr tűzoltókötél segítségével beleereszkedett a barlangba, de a kötél végén lógva sem érte el a barlang talaját. Nemsokára támpontot talált lábának, ekkor gyertyát gyújtott és látta, hogy már közel van a barlang feneke.

### 1906–1948

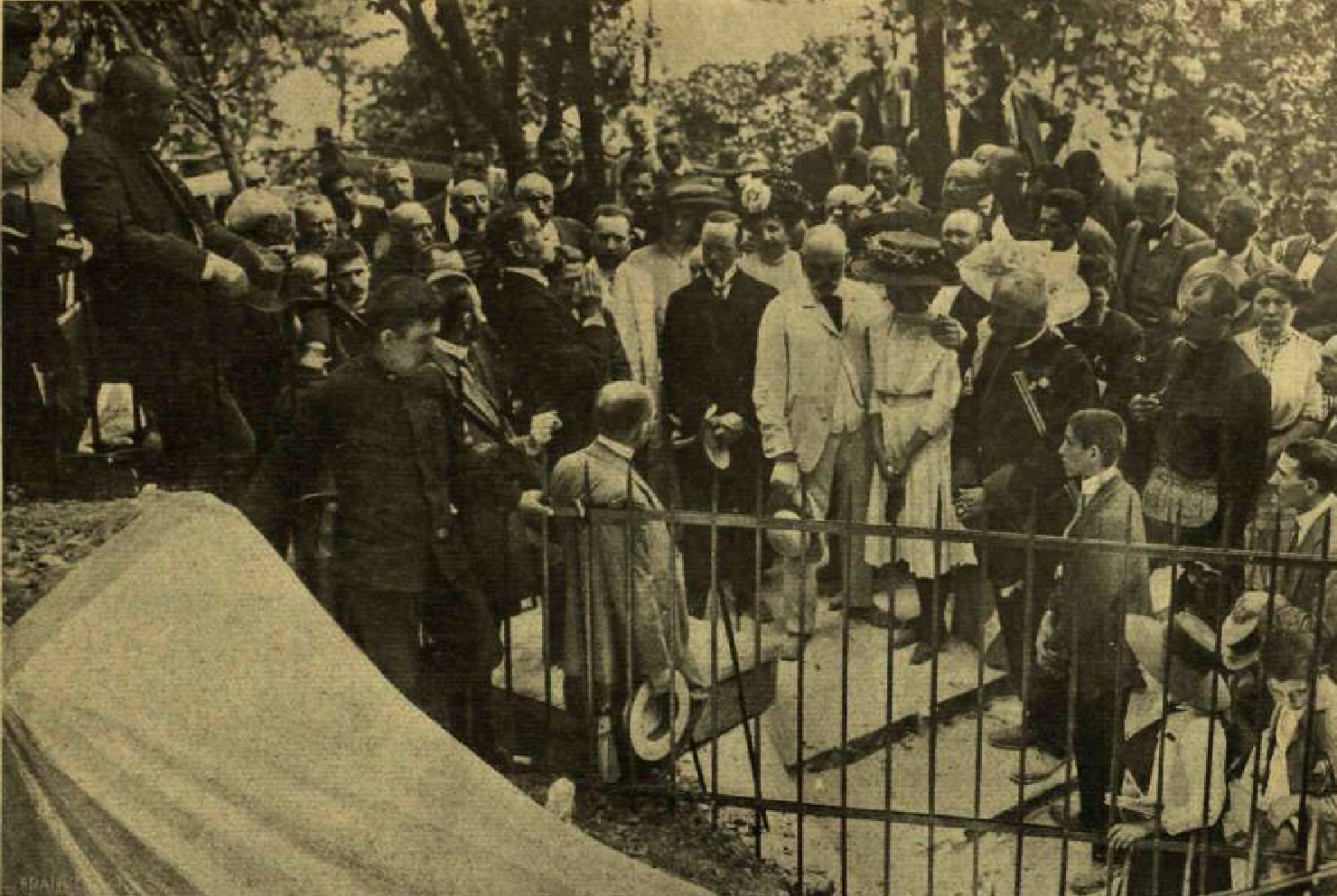
Emléktábla avatás a Bátori-barlangnál 1911-ben

Az 1906-ban kiadott, Zugliget és vidéke című kiadvány szerint Báthory László rendtag († 1456) egy közeli barlangban 20 évet töltött remete módjára és dolgozott a barlangban a Szentírás magyar nyelvre fordításán. Róla kapta a Hárshegy a Báthori nevet. A Nagy-Hárs-hegy É-i, Lipótmező felőli oldalán 425 m tszf. magasságban helyezkedik el a nevezetes hárshegyi barlang. A barlangot 1830-ban fedezték fel újra. Több méter hosszú, de belsejében észre lehet venni, hogy mesterségesen van eltömve folytatása. A főváros hatósága tömette be a barlangot, ami azért sajnálatos, mert belsejében olyan denevérfajok éltek, melyek a budapesti faunában különlegességnek számítottak. A Biblia-fordító Báthory László állítólag 20 évig remetéskedett a barlangban.
Az 1910-ben kiadott, Márton Lajos által írt, Pest-Pilis-Solt-Kiskun vármegye őskoráról szóló könyvfejezetben meg van említve, hogy a régibb kőkor emberének leletei valószínűleg elő fognak kerülni a Budapest közelében emelkedő hegyek barlangjaiból. Már 1881-ben felhívta a figyelmet ezekre a barlangokra Lóczy Lajos, aki úgy gondolta, hogy ezek közül a barlangok közül néhány alkalmas volt emberi lakhelynek földrajzi fekvése és alakja miatt. A barlangok lakottságát bizonyítja az a kultúrréteg is, amely jelenlegi talajukat alkotja. Egyikük, az Aranka-barlang Budapest határában, a Szépjuhászné közelében, a Hárs-hegy oldalában található. A Bátori-barlangnál, a Remete-barlangnál és a Remete-hegyi-kőfülkénél jelentősebbnek tűnik a Kis-kevélyi-barlang a nagysága miatt és főleg azért, mert egész, kb. 160 m²-es talaja kultúrréteg.

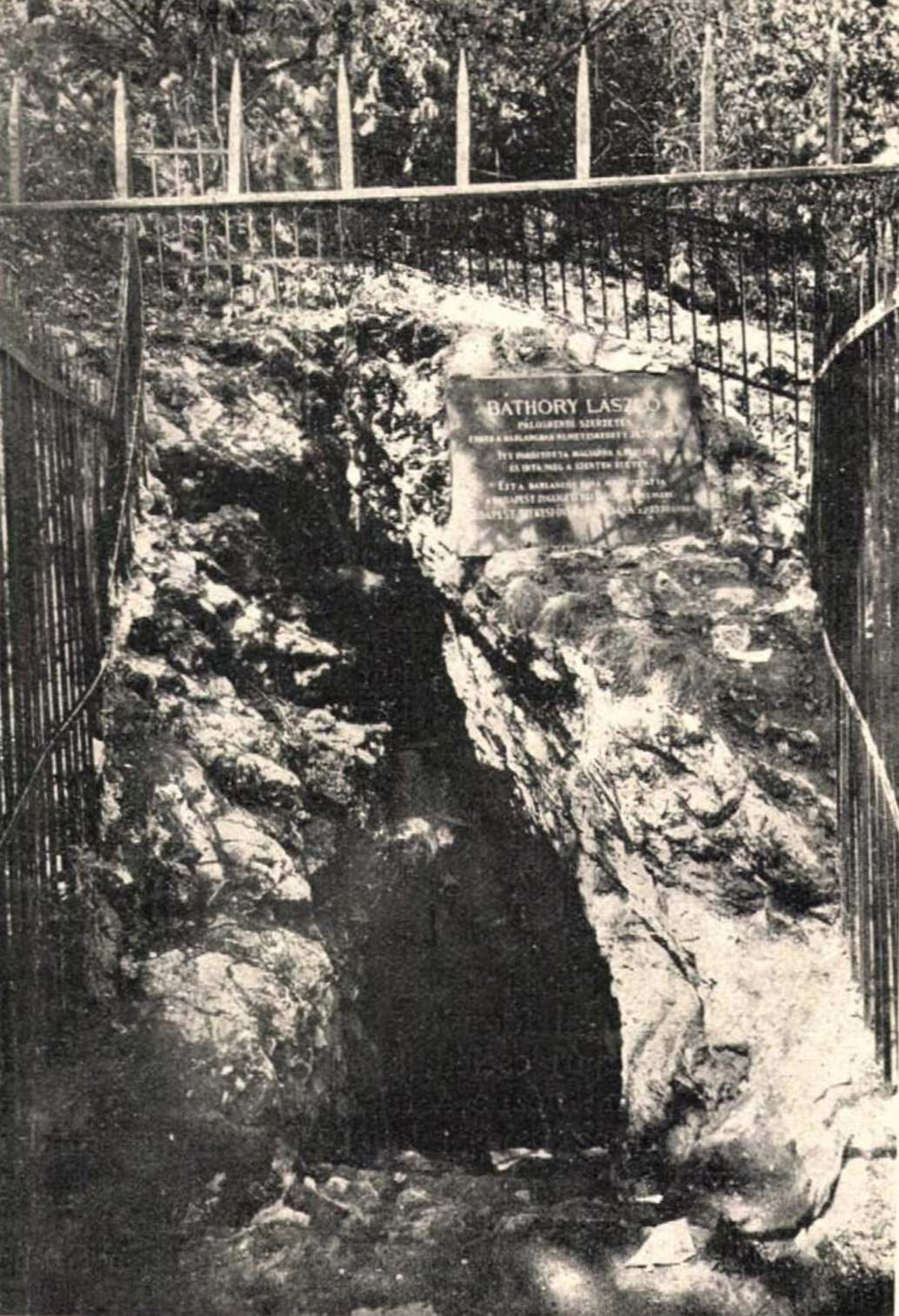
A Bátori-barlangnál 1911-ben felavatott emléktábla

Az 1919. évi Barlangkutatásban publikált, Kadić Ottokár által írt jelentésben meg van említve, hogy a Pál-völgyi-barlang kutatásának befejezése után 1919-ben a többi pál-völgyi és Budapest vidéki barlang, például a Báthory-barlang tanulmányozására és felmérésére került sor. A barlang felmérését a Pannonia Turistaegyesület Barlangkutató Szakosztály tagjai (Frölich Árpád, Bagyura János, Jilek Antal, Som Imre, Ruzitcska Gyula, Pürner József, Frei Hermán és mások) segítették. A barlangban a kutatás be van fejezve. A barlang közismert üreg, amely a Nagy-Hárs-hegy csúcsa alatt lévő sétaút mellett DK-re nyílik. A barlang közepesen nagy öblös előcsarnokból, néhány kisebb üregből és bonyolult, többször elágazó folyosókból áll, melyek hárshegyi homokkővel határos dachsteini mészkőben keletkeztek. Agyaggal van kitöltve az előcsarnok és ezért jó lenne próbaásatást végezni benne.
Az 1919. évi Barlangkutatásban lévő, Scholtz Pál Kornél beszámoló alapján Kadić Ottokárt Lóczy Lajos bízta meg, hogy a Budai-hegység barlangjait felmérje és ebben a munkában a Pannónia Turista-Egyesület Barlangkutató Szakosztálya támogatta Kadić Ottokárt. A távolabbi barlangok közül a Báthory-barlang is fel lett mérve. 1920-ban a szakosztály elkezdte gondozni a Budapest közelében lévő barlangokat. A Báthory-barlanghoz vezető utakat színes jelzésekkel és útbaigazító táblákkal látta el. A Természet 1920. évi évfolyamában szó van arról, hogy a Budai-hegységet látogató kirándulók minden bizonnyal ismerik a Nagy-Hárs-hegy tetején nyíló Báthory-barlangot. Ez a barlang kisebbfajta üreg, amelynek nincs hosszú folyosója, tág terme és cseppköves díszítése, amik más, ismertebb barlangokban láthatók.
Az 1920-ban napvilágot látott, Budapest Duna-jobbparti környéke című kiadványban az van írva, hogy Báthory László rendtag a Szent Lőrinc kolostorhoz közeli Hárs-hegyen lévő barlangban 20 évig élt remeteként, és közben azon dolgozott, hogy lefordítsa a Szentírást magyar nyelvre. Ennek a barlangnak jelenleg Báthory-barlang a neve. A Báthory-barlangnak (Hárshegyi barlang) a Nagy-Hárs-hegy csúcsa alatt, padokkal ellátott terasz ÉNy-i oldalában, kb. 437 m tszf. magasságban van a mészkőszirtek között lévő bejárata, amelyet vasrács vesz körül. A szűk bejárathoz rakott kőlépcsőkön kb. 3 m-t lemászva el lehet érni egy közepes nagyságú, gömbölyűen egybehajló, világos üreg, a bejárati terem alját. A terem aljzata ki van egyengetve vízszintesre.
A terem hátulsó részéből szűk folyosó vezet befelé ÉNy-ra és 8 m után némileg kiszélesedve elágazik. Az egyik ág először K-re kanyarodik és visszafelé haladva Z betű alakjában a bejárati terem alá nyúlik. A másik ág DNy-i irányban meredeken lefelé vezet egy tölcsérszerű üregbe. A barlang itt megint elágazik. Az egyik ág DNy-i irányban folytatódva meredeken felkanyarodik, majd két fülkére válik a végén. A másik ág ÉNy-i irányban halad lejjebb síkos és meredek lépcsőkkel. Ez az ág az elején három ágra válik. Ezt, a veszélyes szakaszt vasajtó zárja le.
A Tomala Nándor által 1830-ban felfedezett barlang régen össze volt kötve a Szépjuhászné mellett lévő, pálos kolostorral. A barlangban volt remete Báthory László 1437 és 1456 között. Eközben magyar nyelvre fordította a Bibliát és a szentek életét megírta. A szerzetes halála után betömték a veszélyes gödröt (a barlangot) és a barlang el lett felejtve. 1870-ben Szabó József megint felfedezte, majd a főváros 1910-ben kinyittatta, vasráccsal vette körül bejáratát és megjelölte márvány emléktáblával. A barlangban 1878-ban Margó Tivadar felfedezett több denevérfajt (Miniopterus schreibersii, Rhinolophus euryale), melyek a budapesti fauna specialitásai voltak. A barlangtól az út szerpentinezve vezet fel a Nagy-Hárs-hegy csúcsára.
Az 1920. évi Barlangkutatásban kiadott könyvismertetésben, amely a Budapest Duna-jobbparti környéke című könyvről szól, meg van említve, hogy a könyvben le van írva a Báthory barlang. Az 1921. évi Barlangkutatás szerint 1921-ben befejeződött a Nagy-Hárs-hegy tetején lévő Báthory-barlang részletes leírása, amely jelenleg sajtó alatt van és meg fog jelenni folyóiratban nyomtatásban. 1923-ban a barlangban barlangállattani kutatásokat végzett Bokor Elemér és kimutatta a barlangból a Magyarországon talált első, barlangi Apterygogenea fajt, a Heteromurus nitidus v. margaritaceus Wanek-et. Az 1924-ben megjelent Budapest Duna-jobbparti környéke című kiadványban meg van ismételve az 1920-ban publikált könyv Báthory-barlangot (Hárshegyi-barlang) bemutató része. Az 1922–1925. évi Barlangkutatásban meg van említve, hogy 1924-ben Tasnádi Kubacska András és Véghelyi Lajos megtalálták a Hárs-hegyen lévő Báthory barlangban a kis patkósdenevér (Rhinolophus hipposideros) és a hegyesorrú denevér (Myotis oxygnathus) denevérfajokat.
Az Újság 1926. július 31-i számában meg van említve, hogy a Magyar Munkások Turista Egyesülete szervezett egy Hazucha Árpád által vezetett túrát, amely érinti a Bátori-barlangot. A Pesti Hírlap 1926. július 31-i számában megjelent az előző hír, azzal az információval, hogy a Harucha Árpád által vezetett túra 1926. augusztus 1-jén lesz. Az 1926–1927. évi Barlangkutatásban szó van arról, hogy az 1923–1924-ben Tasnádi Kubacska András és Véghelyi Lajos által végzett denevér-megfigyelések során közönséges denevér (Myotis myotis) és kis patkósdenevér (Rhinolophus hipposideros) kerültek elő a Hárs-hegyen lévő Báthory-barlangból.

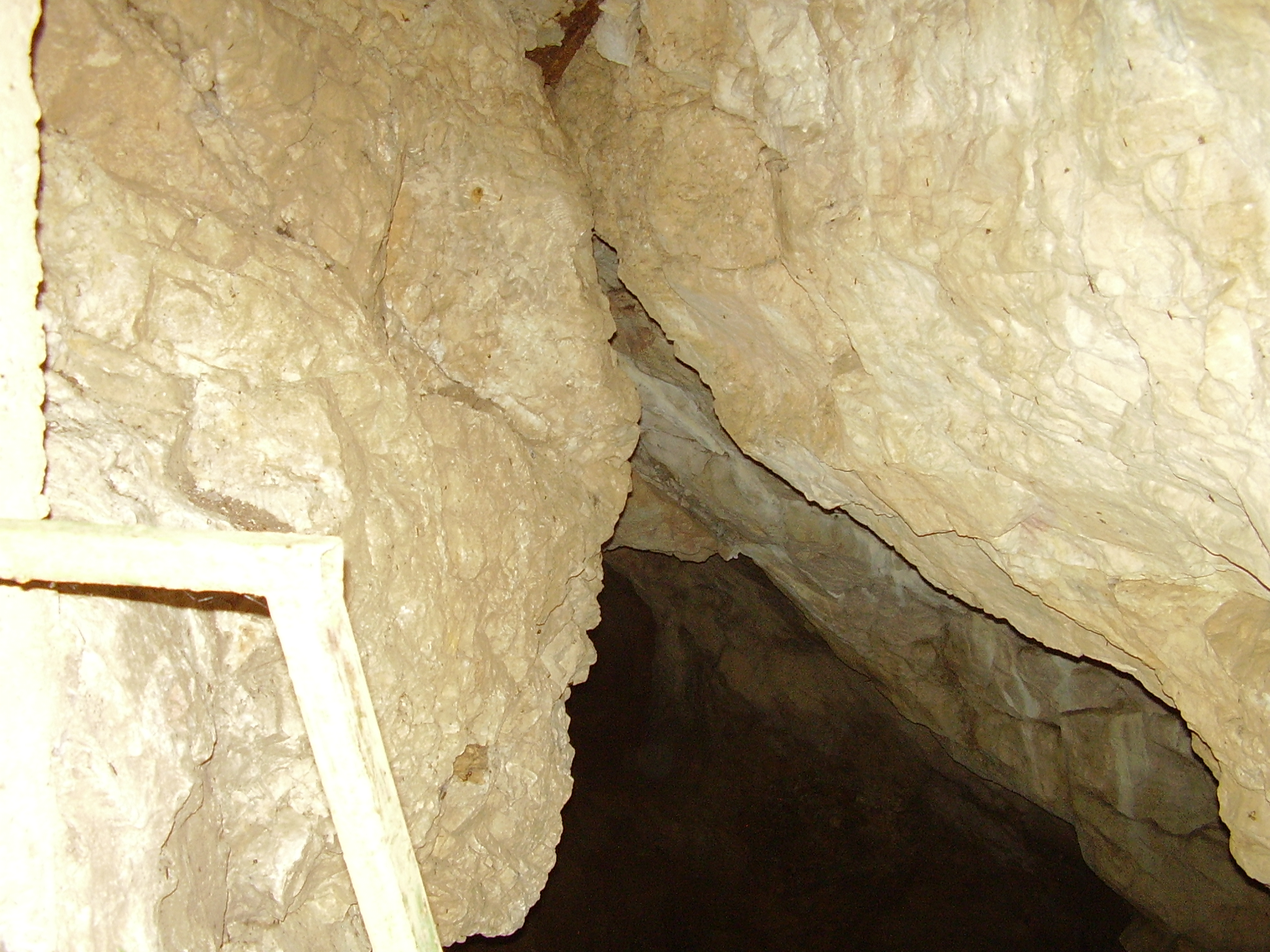
A Bátori-barlang egyik része

Az 1929-ben publikált, Geológiai kirándulások Budapest környékén című műben az lett kiadva, hogy a Nagy-Hárs-hegy K-i oldalán, dachsteini mészkő és hárshegyi homokkő határához közel, padokkal ellátott terasz ÉNy-i oldalában található a Báthory-barlang. A barlang dachsteini mészkősziklák közötti bejárata vasráccsal van bekerítve. Kőlépcsőkön lehet bemenni a vízszintesre kiegyengetett talpú bejárati terembe, melynek hátsó részéből szűk folyosó vezet tovább. A barlangban remetéskedett Báthory László 1437 és 1456 között, mialatt magyar nyelvre fordította a Bibliát és megírta a szentek életét. Később a barlangot, mint veszélyes helyet betömték és csak 1870-ben fedezte fel újra Szabó József. A barlang a János-hegy és Nagy-Hárs-hegy közötti nyergen található Szépjuhászné vendéglő mellett lévő pálos rendi kolostorral régen összefüggött.
A Turisták Lapja 1931. évi évfolyamában lévő, Kadić Ottokár által írt publikáció szerint a Nagy-Hárs-hegy csúcsa alatt nyíló legendás Báthory-barlang a főváros területén található, de távol van Budapest központjától. A barlang kutatása és felmérése megtörtént, de ásatása és turista szempontból történő rendezése még várat magára. Dudich Endre 1932-ben napvilágot látott könyvében az van írva, hogy a Budai-hegységben lévő Báthory-barlang (Hárshegyi barlang) a Nagy-Hárs-hegy csúcsa alatt helyezkedik el. Azért ez a neve, mert 1437-től 1456-ig itt remetéskedett Báthory László pálosrendi szerzetes, aki itt fordította a Bibliát magyarra és írta meg a szentek életét. A barlang közepesen nagy öblös előcsarnokból, néhány kisebb üregből és bonyolult folyosókból áll. Érdekes az üreg állatvilága. A kiadvány barlangra vonatkozó része 4 irodalmi mű alapján lett írva.
Az 1932-ben napvilágot látott, Természetvédelem és a természeti emlékek című könyvben meg van ismételve a könyv 1931. évi kiadásának Bátori-barlangot tárgyaló része. Az 1939. évi Barlangvilágban kiadott Kadić Ottokár dolgozatban az van közölve, hogy csak olyan, lehetőleg elhunyt kiválóságról nevezzünk el barlangot, aki életében nagyon különleges érdemeket szerzett és a személy valamilyen kapcsolatban van az elnevezendő barlanggal. Erre a barlangelnevezésre jó példa a Báthory-barlang. Hogy a szabályszerűen történt barlangelnevezés átmenjen a köztudatba is, célszerű a barlang bejáratában emléktáblát elhelyezni, amely az illető nevezetes személy nevét és érdemeit hirdeti (Báthory-barlang).

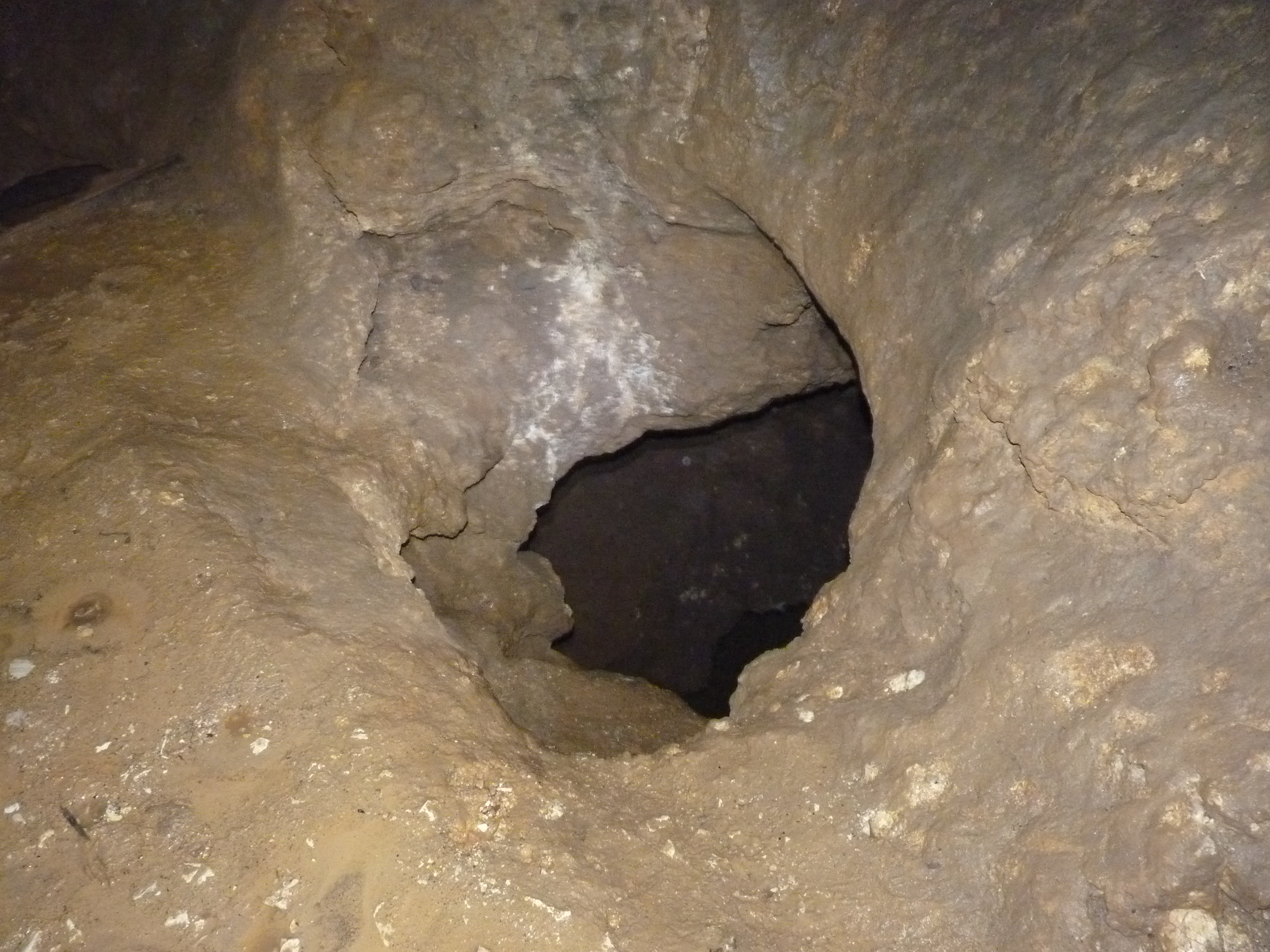
A Bátori-barlang belülről (lejárat a Bejárati-teremből jobbra, a Piramis-szakasz felé)

Az 1941-es Magyar turista lexikonban külön szócikke van a barlangnak. A kiadvány szerint a Nagy-Hárs-hegy (Hárs-hegy) csúcsa alatt van a Báthory barlang, amelyben Báthory László 1437 és 1456 között remetéskedett, amíg a Bibliát lefordította. A barlangot betömték halála után. 1910-ben Budapest kinyittatta a barlangot és bejáratánál márványtáblát helyeztetett el. A barlangban több különleges denevérfajt figyeltek meg. Az Országjárás 1942. évi évfolyamában megjelent ismertetésben említve van, hogy a Hűvösvölgynél található barlangban a XV. században élt egy Báthory László nevű remete és kényelmetlen lakásában fordította magyar nyelvre a Bibliát. Az 1942-ben kiadott Budapest élővilága című könyv szerint a barlangban többször találtak középdunai rablócsigát (Daudebardia pannonica), amely a barlang körül is előfordul. A barlangból ki van mutatva egy nagy barlangi tegzes (Stenophylax permistus) is.
Az 1942. évi Barlangvilágban lévő Wagner János által írt összefoglalásban az van írva, hogy a Báthory-barlangban előfordulnak a Limax cinereoniger Wolf, Arion subfuscus Drap. és Arion circumscriptus Johnst. nevű házatlan csigák, az Oxychilus glaber Stud. nevű csiga és a Daudebardia pannonica nevű ragadozó csiga. A budapesti Nagy-Hárs-hegyen elhelyezkedő barlangnak és környékének csigafaunáját Wagner János részletesen tanulmányozta, de az idevonatkozó adatokat még nem publikálta. A barlangban nincs víz és ezért természetesen hiányoznak belőle a vízhez kötött endemizmusok. A barlangból 6 csigafajt gyűjtött, amelyek közül 5 tartozik a barlangot kedvelők csoportjába. 3 ismert házatlan csigán kívül a félmeztelen ragadozó csigákhoz sorolt Daudebardia pannonica és az Oxychilus glaber találhatók a barlangban.
1943. március 17-én a Magyar Barlangkutató Társulat népszerűsítő estélyt tartott, amelyen Kadić Ottokárné Budapest a barlangok városa címmel ismertette a Budapesten végzett barlangkutatások legkiemelkedőbb eredményeit és ekkor szóba került a Báthory-barlang is. Az előadást sok természethű, vetített kép kísérte, melyeket Markó István készített. Az 1948. évi Hidrológiai Közlönyben meg van említve, hogy a Dunántúli-középhegységben található magasan elhelyezkedő forrásbarlangi nyílások közül az egyik a Báthory barlang (250 m viszonylagos magasság).

### 1958–1980

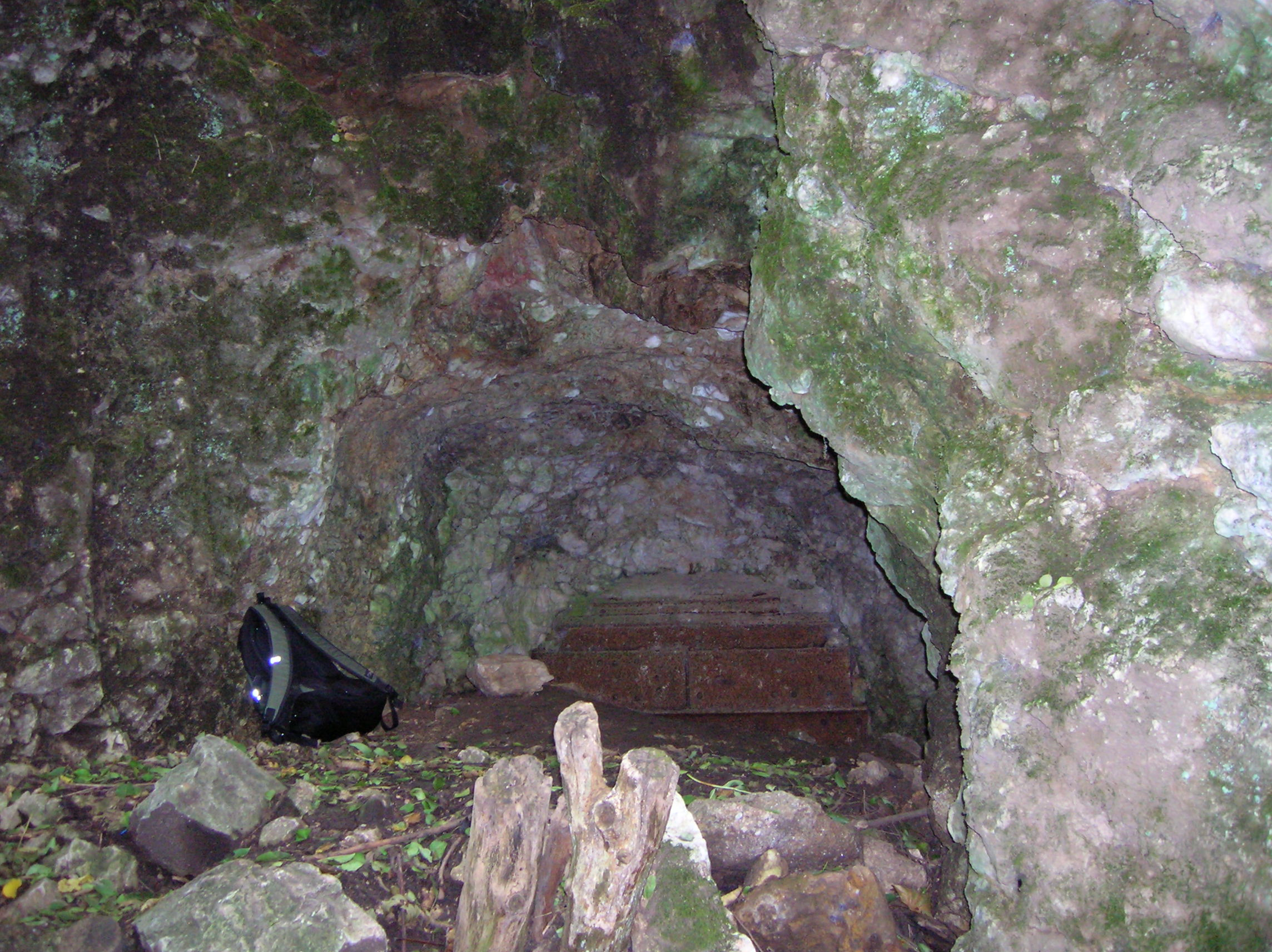
A Bátori-barlang alsó, mesterséges bejárata 2010-ben

Az 1958-ban napvilágot látott, Budapest természeti képe című munkában az olvasható, hogy a Báthory-barlang 408 m abszolút és 200 m viszonylagos magasságban nyílik. A Hűvösvölgy feletti Nagy-Hárs-hegy csúcsa alatt a K-i oldalon van a bejárata. Dachsteini mészkőben, részben hárshegyi homokkő határán oldódott ki és 45–50 m hosszú. Sok benne a kalcitos kitöltés, máshol csak vörösagyagos üledék béleli. A barlang alját durva törmelék fedi és el is tömődnek a szerteágazó járatok. A hőforrás barlangok közé tartozik gömbfülkéi alapján. A barlang keletkezése a pliocén végén vagy a pliocén-pleisztocén határán következhetett be. Állatvilága a legjobban ismert a budapesti barlangok állatvilágai közül. A barlangból előkerült egy endemikus százlábú faj, a Lithobius stygius infernus. Itt él a barlangi tegzes (Stenophylax permistus). Az 1961-ben kiadott, Vitéz András és Pap Miklós által szerkesztett, Budapest című könyvben szó van arról, hogy Hűvösvölgy környékén is van néhány barlang, pl. a Báthory-barlang, amely a Hárs-hegy K-i oldalában helyezkedik el.
Az 1962-ben kiadott, A barlangok világa című könyv szerint a barlangban előfordul az 1948-ban leírt Lithobius stygius infernus Loksa nevű százlábú alfaj. A budai Báthory-barlangnak van a magyarországi hévizes barlangok között a legmagasabban, kb. 440 m tszf. magasságban a bejárata, amely a Nagy-Hárs-hegy csúcsa alatt, a hegy ÉNy-i oldalában helyezkedik el. Irodalmi adatok alapján az 1200-as években a pálos rend remetéinek volt a lakhelye. 1437-től 1456-ig Báthory László élt benne, akiről el lett nevezve a barlang. Középkoriak a barlangfalakon lévő mesterséges tágítások nyomai és az egyik oldalágban legújabban talált lépcsők, cserepek, csontleletek. A barlangot az utóbbi évtizedekben többször betömték, majd újra kibontották. 1961 óta Vajna György vezetésével sokat ígérő feltáró kutatás folyik.

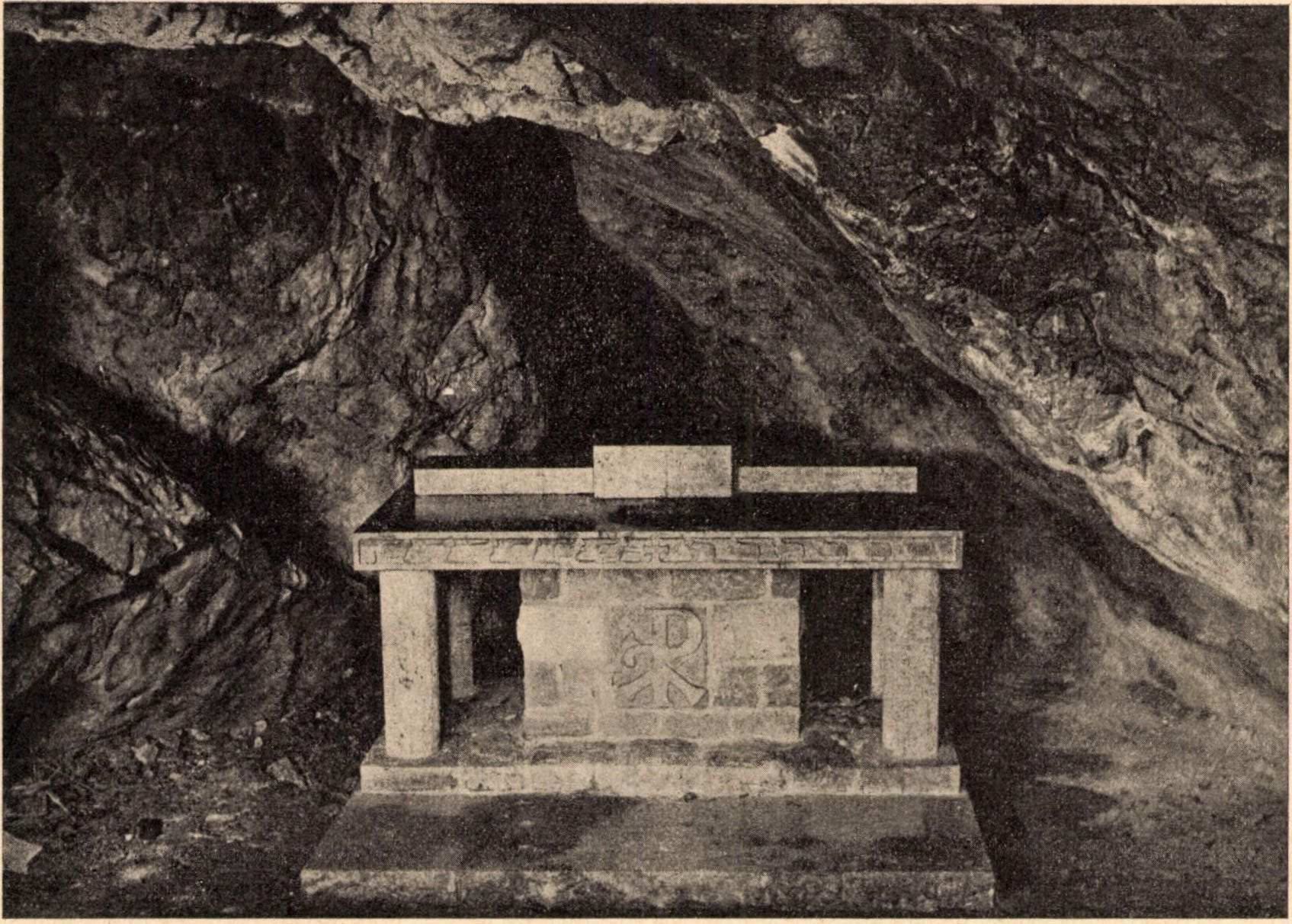
Oltár a Bátori-barlangban

Járatai dachsteini mészkőben, részben hárshegyi homokkő határán alakultak ki. Ma már vitathatatlanul a hévizes barlangok közé kell sorolni gömbfülkéi, aragonit- és gipszképződményei miatt. Alsó részén limonit és goethit is előfordul. A bejárati terembe 15 lépcsőfokon lehet lejutni. A terem hátsó részéből ÉNy-ra szűk folyosó indul, amely 8 m után kiszélesedik és kettéágazik. Az egyik ág először K-re fordul és visszafelé haladva a bejárati terem alá vezet. A másik ág DNy-i irányban meredeken lefelé vezet egy tölcsérszerű üregbe. A barlang itt megint elágazik, az egyik ág az előbbi irányban folytatódva felfelé halad, majd végül 2 fülkévé válik. A másik ág ÉNy-i irányban meredek lépcsőkön vezet lefelé. 120 m a barlang felmért hossza.
Gebhardt Antal 1963. évi tanulmánya szerint előfordul a Bátori-barlangban Heteromurus nitidus v. Margaritarius. Az 1964-ben napvilágot látott, Geológiai kirándulások Budapest környékén című munkában az van írva, hogy az ásványvizek oldó hatása érvényesül a Bátori-barlangban. A terület legszebb limonitjai most kerültek elő a barlangból. A környék legnagyobb és legszebb földtani ürege a Báthori barlang, amely Báthori László pálos rendi szerzetesről lett elnevezve, aki itt remetéskedett 1437 és 1456 között. A Nagy-Hárs-hegy K-i csúcsához közeli oldalon van a barlangbejárat. Ez a hévforrásbarlangok egyik legszebb iskolapéldája. Meredeken mélyedt be a hegy belseje felé KDK–NyÉNy irányban. A hévforrásokra jellemző üstszerű képződmények és gömbfülkék vannak benne. A hasadékokat kitöltő 0,5 m-t is elérő limonittelérek és az őket kísérő hófehér gipszkristályok jelzik a hévforrások egykori járatait. Az 1966. évi Archaeologiai Értesítőben megjelent, Kalicz Nándor által írt tanulmányban meg van említve, hogy a Báthory-barlangból (Budapest), amely Budapest környékén elhelyezkedő lelőhely, szintén előkerültek a ludanicei csoport telepleletei, melyeket Vajna György gyűjtött. A Vajna György által a Báthory-barlangból gyűjtött behúzott szájú tálból sok került elő a barlangból.

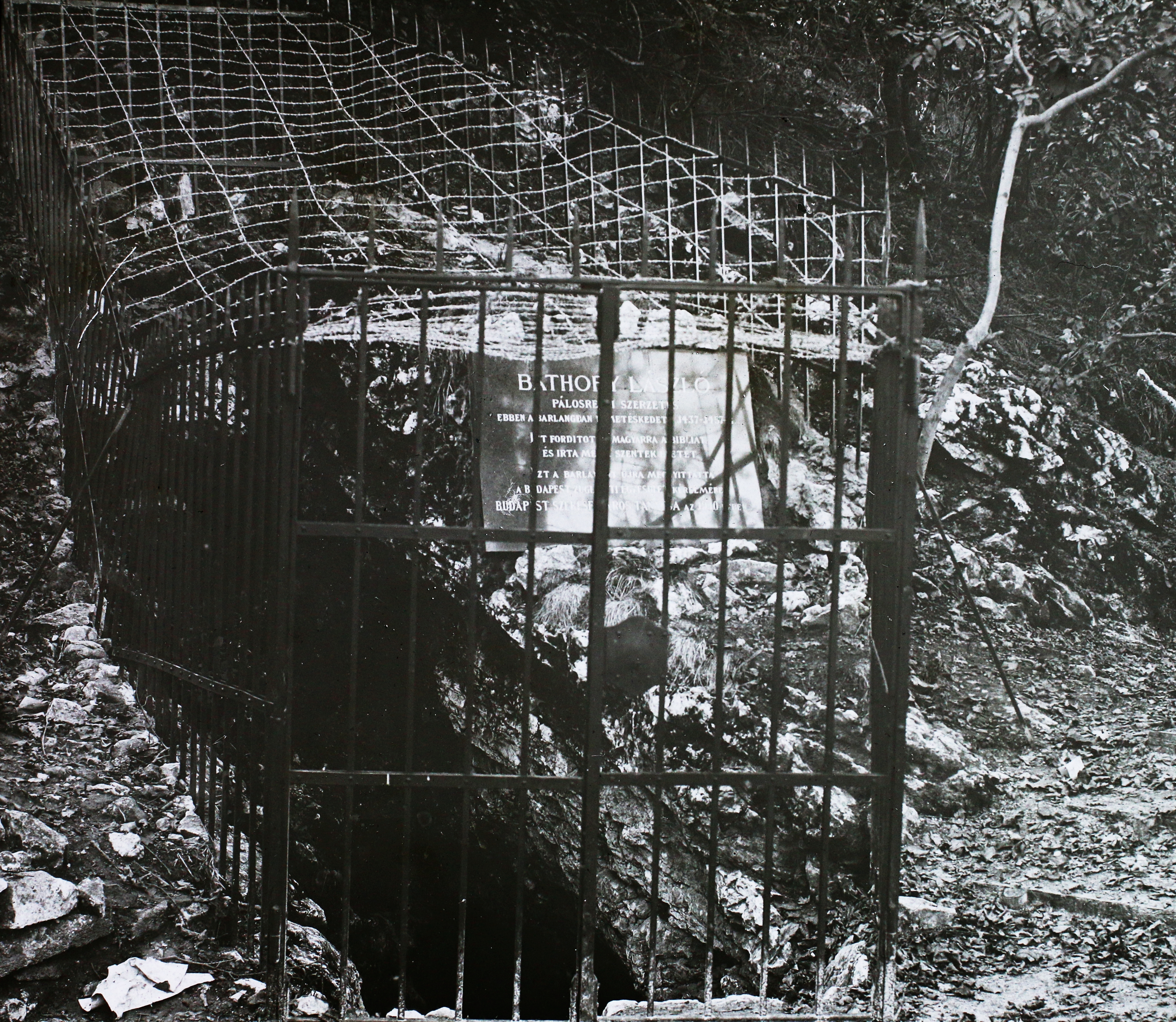
A Bátori-barlang bejárata 1911-ben

Az 1975. évi MKBT Beszámolóban kiadott, a BSE Természetjáró Szakosztály Barlangkutató Csoport 1974. évi jelentése szerint a csoport később folytatná és befejezné a csoport Bátori barlangban elkezdett munkáit. 1975-ben a csoport a barlang három pontján, a Manyó-szakasz, Hűség-teremben, a Bányaszakaszban lévő Y-ágban és a Pálosok terme, Huzatosban próbált véséssel és törmelékátszállítással tovább jutni. 1976 elején a csoport 13-szor, 871 órát dolgozott a Bátori László-barlangban feltáró munkán, amelyen a csoportból általában 10-en vettek részt. Az évben a barlangban ötször, 400 órát végzett karbantartási munkát is. Év elején a rendelkezésére álló eszközökkel vésett a Bányaszakasz Huzatos-ágának végpontján és az Ypszilon-ágban lévő Pálosok terme alján.
A Huzatosnál 0,5 m³-t tágított, a Pálosok termében 2 m-t haladt előre 1,5–2 m³ törmelék kivésésével. Téli táborozás szervezésére volt szükség az elért eredmények miatt. Tavasszal kezdődött el a Manyó-szakasz Piramisok termében összegyűlt törmelék felszínre szállítása, amelyet körbillenős csillével végzett. Drótkötélpályával hidalta át a Bejárati-terem és Piramisok terme közötti távolságot. Így hordott kétszer, 10 m³ törmeléket felszínre. A tagok november második felében tértek vissza erre a kutatási területre. Megkezdték a téli tábor előkészítését és ezzel együtt folytatták a törmelék felszínre hordását a Piramisok terméből. 1976-ban vált országos jelentőségű barlanggá a 4700-as (Budapest és Budai-hegység) barlangkataszteri területen lévő, II. kerületi Bátori-barlang. A Bertalan Károly és Schőnviszky László által összeállított, 1976-ban megjelent Magyar barlangtani bibliográfia barlangnévmutatójában meg van említve a Budai-hegységben lévő barlang Báthory-barlang néven Hárshegyi-barlang névváltozattal. A barlangnévmutatóban fel van sorolva 24 irodalmi mű, amelyek foglalkoznak a barlanggal.

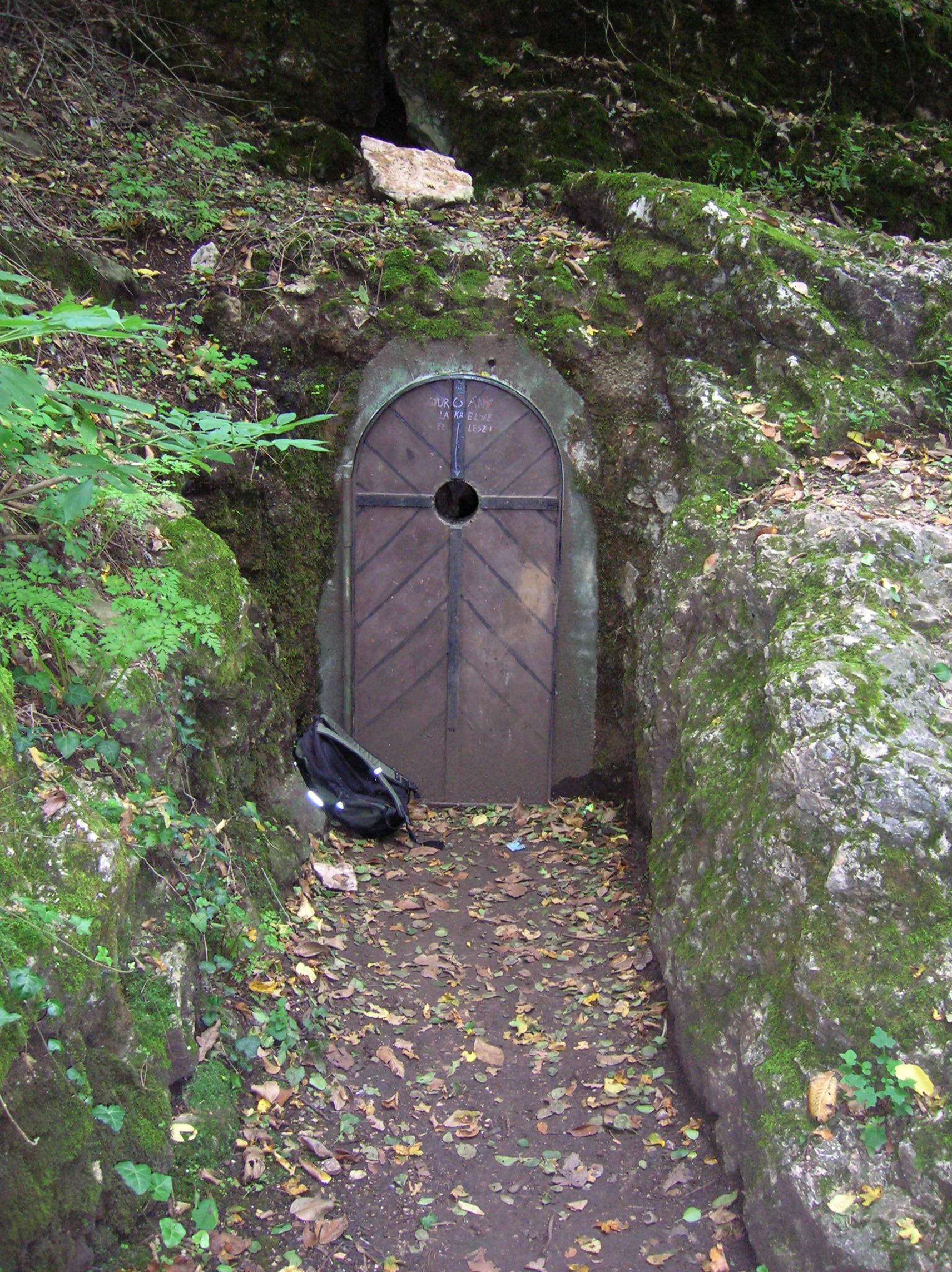
A Bátori-barlang főbejárata 2010-ben

Az 1976-ban befejezett és Bertalan Károly által írt, Magyarország barlangleltára című kéziratban az olvasható, hogy a Budai-hegyekben, Budapest II. kerületében lévő Bátori-barlang további nevei Aranka-barlang, Báthory-barlang és Hárshegyi-barlang. A Nagy-Hárs-hegy csúcsának K-i oldalán van a bejárata. A 20. század elején kegyhely volt nyírfa korláttal és előcsarnokában oltárral. Vajna György feltárásai előtt 78 m hosszú volt a 12 m mély barlang. Kis részben mesterségesen bővített, hévizes barlang, amelyben érckiválások, főleg vasérckiválás figyelhető meg. Jelenleg le van zárva. A Börcsök Péter által vezetett BSE Barlangkutató Csoport kezeli. Előzetes bejelentés alapján lehet bejárni és kis létszámú csoport látogathatja. A kézirat barlangra vonatkozó része 6 irodalmi mű alapján lett írva.
Az 1976. évi MKBT Meghívóban közölt lista alapján 1976-ban a BSE Barlangkutató Csoportnak volt kutatási engedélye a Budai-hegységben lévő Bátori-barlang kutatásához. 1977-ben a BSE Barlangkutató Csoport a barlangban 15-ször, 753 órát dolgozott feltáró munkán, amelyen általában 7-en vettek részt. A vésési munkák részben gépekkel, de leginkább a középkori bányászok által valószínűleg használt technikával történtek. A repesztési technikának következő a lényege: a kőzetbe 15–35 cm hosszú lyukat kell fúrni és a fúráskor keletkező kőport egy darab műanyagcsővel időnként ki kell fújni. A kitisztított lyukba vizet kell önteni (annyit, hogy megteljen), majd a lyuk méreténél kicsit nagyobb, lehetőleg kúpos rudat (vésőt) kell ráhelyezni, és hirtelen nagy ütésekkel kell ráütni a véső végére. Mivel a véső a lyuk méreténél néhány mm-rel nagyobb, ezért a víz nem tud a véső mellett kifröcskölni.
A víz nyomása annyira megnő az ütések miatt, hogy kettérepeszti a kőzetet. Csak szálkőben használható ez a módszer, mert repedezett kőzetben elfolyik a víz. A feltáró munka a bányarész Huzatos ágának végpontján és az Y-ág Pálosok termének alján folyt. A Huzatos-ágban sikerült 1 m³-t kivésni nagyon kemény kőzetben a csoportnak. A Pálosok termének alján 5 m mély és 1 m átmérőjű kürtőt talált, melynek oldalát borsókő fedi. Folytatva lett a Piramisok termében gyűjtött törmelék felszínre hordása. A Bejárati-terem és Piramisok terme között drótkötélpályát építettek ki a tagok és így szállítottak felszínre 12 m³ törmeléket. Javították a villanyhálózatot. Megjavították (a tönkrement zárszerkezetet kicserélték), erősítették a feltört bejárati ajtót.
Az 1977. évi MKBT Beszámolóban az van írva, hogy a Bátori László-barlang a Budapesten lévő Nagy-Hárs-hegy oldalában futó sétány mellett, kb. 423 m tszf. magasságban, felső triász dachsteini mészkőben kezdődik. Dachsteini mészkőben és oligocén hárshegyi homokkőben jött létre. Tipikus hévizes barlang, mind a víz oldó hatásával keletkezett formakincset (gömbfülkés felépítés), mind a vízből kiváló ásványegyüttest tekintve. A hévizes jelleg kialakulása után a Budai-hegységet ért tektonikai mozgások miatt létrejött másodlagos törések mentén hidegvizes képződmények is megjelentek a barlangban. A hévizes tevékenységben két szakaszt lehet elkülöníteni a barlangban lévő ércek és az érccel átjárt kőzet, valamint az érccel kitöltött tektonikus hasadékok elrendeződése szerint.

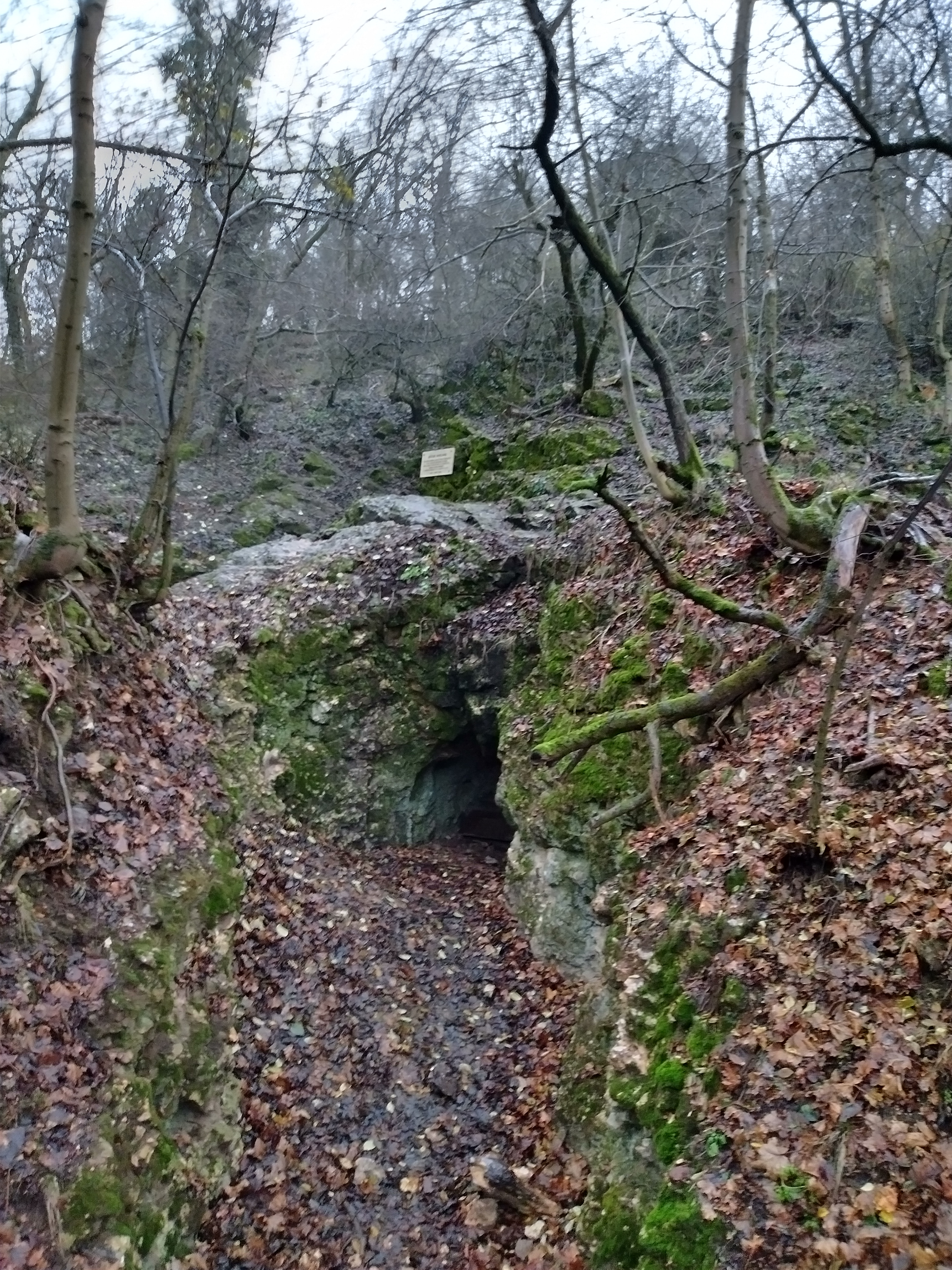
A Bátori-barlang bejáratának előtere 2020-ban

A mélyből feltörő meleg víz sok vasvegyületet tartalmazott oldott állapotban. A kritikus hőmérséklet elérésekor a vízben lévő vasérc a homokkövet átitatva és a mészkőhasadékokat kitöltve kivált. Az ásványokon kívül több helyen gazdag, karbonátásványok alkotta borsókőképződmények fedik a barlang falait. Néhány helyen vastag cementációs rétegek (álfenék), cseppkövek, szalmacseppkövek figyelhetők meg, amelyek jelenléte már hidegvizes szakaszra utal. A barlang kb. 300 m hosszú és kb. 60 m mély. A barlang vasércét a középkorban bányászták és néhány folyosót bányászok alakítottak ki. A középkori véséstechnikát a csoport is használja továbbjutás keresésére. Az 1977. december 31-i állapot szerint (MKBT Meghívó 1978. május) a Budai-hegységben lévő, kb. 60 m mély és kb. 300 m hosszú Bátori-barlang az ország 40. legmélyebb és 40. leghosszabb barlangja.
Az 1976-ban összeállított, országos jelentőségű barlangok listájában lévő barlangnevek pontosítása után, 1977. május 30-án összeállított, országos jelentőségű barlangok listáján rajta van a Budapest II. kerületében található barlang Bátori-barlang néven. Az 1977. évi Karszt és Barlangban megjelent, Bajomi Dániel által írt tanulmány szerint Lithobius stygius infernus nevű százlábú előfordul a hárs-hegyi Bátori-barlangban. A tanulmányban van egy Magyarország térkép, amelyen a Magyarországon lévő, biológiailag kutatott barlangok földrajzi elhelyezkedése figyelhető meg. A térképen látható a biológiailag feldolgozás alatt álló Bátori-barlang földrajzi elhelyezkedése. A folyóirat 1977. évi különszámába bekerült a tanulmány angol nyelvű változata. Ebben a tanulmányban is közölve lett a térkép, amelyen Bátori a barlang neve.
Az 1977. évi Karszt és Barlangban megjelent összeállítás alapján, 1977. december 31-én Magyarország 43. leghosszabb barlangja a Budai-hegységben elhelyezkedő, 1977. december 31-én kb. 300 m hosszú, 1976-ban és 1975-ben pedig ismeretlen hosszú Bátori-barlang. Az összeállítás szerint, 1977. december 31-én Magyarország 42. legmélyebb barlangja a Budai-hegységben elhelyezkedő, 1977. december 31-én kb. 60 m mély, 1976-ban és 1975-ben pedig ismeretlen mély Bátori-barlang. A 41. legmélyebb barlang (Naszályi-víznyelőbarlang) szintén kb. 60 m mély. Ez az összeállítás naprakészebb az 1978. májusi MKBT Meghívóban publikált listánál.
Az 1977-ben napvilágot látott, Bél Mátyás Pest megyéről című könyv szerint Szent Lőrinc monostorából már semmi sem maradt csak romok, bővizű forrás és nem tudom miféle barlang, amelyet egyesek bányának mondanak, mások celláknak. Azt hallottuk, hogy ott több effajta üreg van, amelyeknek számát megállapítani, vagy nyomait megtalálni nem könnyű feladat. Mindent bokrok és cserjék takarnak ugyanis, és az érdeklődőket megakadályozzák, hogy közel férkőzzenek ezekhez. Az 1978. évi Karszt és Barlangban meg van említve, hogy az elmúlt 20 évben a barlangkutató csoportok közreműködésével értek el a tudósok szép régészeti eredményeket pl. a Bátori-barlangban, a Remete-hegyi 14. sz. barlangban és a Remete-völgyi Felső-barlangban.

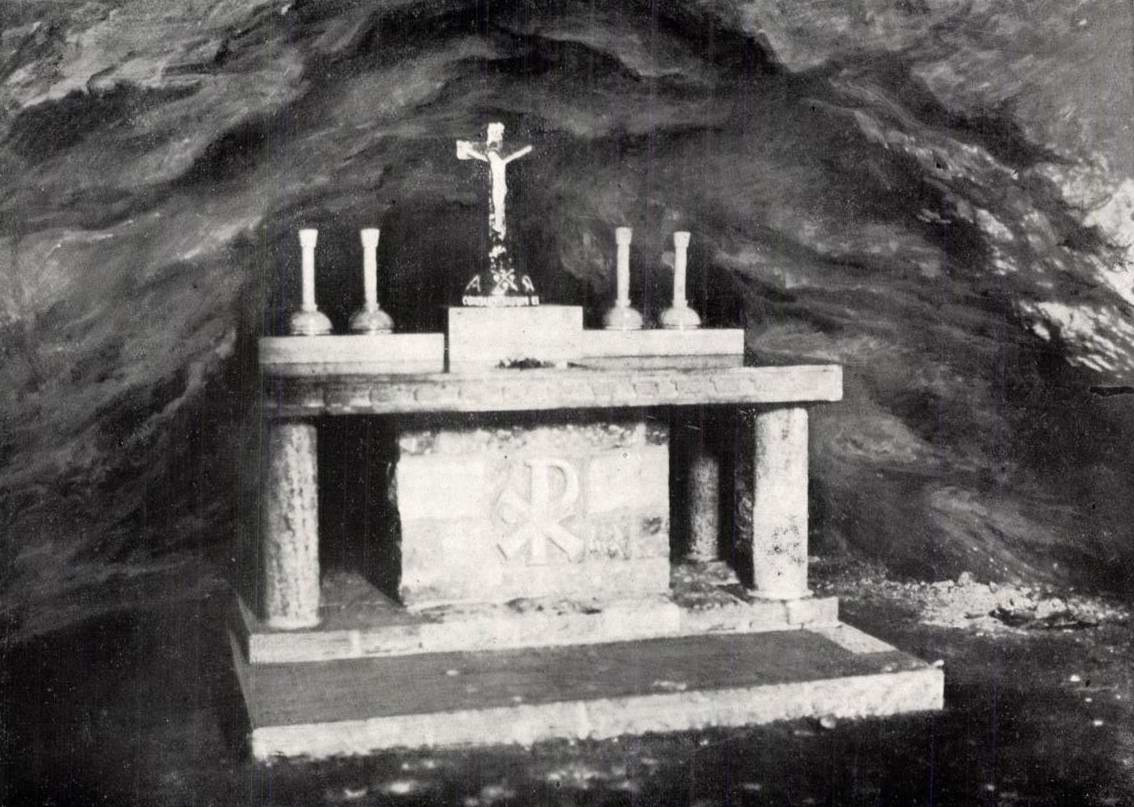
Oltár a Bátori-barlang kápolnájában

1978-ban a BSE Barlangkutató Csoport a Bejárati-terem és a Törökfürdő találkozásánál egy majdnem függőleges 7 m-es járatot bontott ki, amelyben háborítatlan geológiai kitöltés volt. Átlúgozott mészkőből áll a járat fala. Pelés-járatnak lett elnevezve a benne talált állat miatt. Folytatódott a Huzatos vizes-repedéses technikával tágítása. Rózsa László elvégezte a barlangból vett agyagminták vizsgálatát, amelyről jegyzőkönyvet készített. Burján Anna megkezdte a barlang faunájának vizsgálatát. A csoport a 10 éve kiépített, tönkrement világítóhálózat javítását elkezdte. Az 1978. évi MKBT Beszámolóban megjelent csoportjelentés szerint köztudott, hogy a barlangban található Magyarország legdúsabb vasérce. Néhány ércrögnek 55–60 %-os a vastartalma. Az érc mennyisége nagyon kevés, ezért a népgazdaságnak ez a néhány tonna érc jelentéktelen. Ennél sokkal értékesebb a barlang középkori bányatörténete. A középkori bányászattal kapcsolatban a csoport tagjai az 1960-as években levéltári kutatásokat végeztek, de nincsenek a csoportnál a kutatás dokumentumai.
Az 1979. évi Karszt és Barlangban kiadott tanulmány szerint Burján Anna 1978-ban a Bátori-barlang felszínén 19 recens csigafajt (423 példányt), a barlangban 5 csigafajt (26 egyedet) talált. Burján Annát a gyűjtésben és a határozásban Gazdag László, Bába Károly és a BSE Barlangkutató Csoport tagjai segítették. A jól ismert Bátori-barlang a Nagy-Hárs-hegyen helyezkedik el. A hévizes eredetű barlang dachsteini mészkő és hárshegyi homokkő határán oldódott ki. A hévizes eredetet a gömbfülkés szerkezet igazolja. Tektonikus keletkezésű a bejárati terem, amelyet hatalmas hasadék szel keresztül. Nedves klímájú és viszonylag nagy bejárati terme védelmül szolgál a hideg és a szárazság elől ide menekülő állatoknak. Két bejárata van a teremnek, amelyek vasajtókkal vannak lezárva. Dús moha borítja a bejárat közelében a sziklákat.
A barlangban Burján Anna által gyűjtött fajok: Oxychilus glauber (ROSSMASSLER), Limax cinereoniger (WOLF), Perforatella incarnata (O.F. MÜLLER), Helix pomatia L. és Aegopinella minor (STABILE). Több volt a házatlan csiga a barlangban mint a felszínen. Csak a bejárati teremből került elő házas csiga. A házatlan csigák a bejárati teremtől messze, a jobb oldalon 6–7 m mélyen nyíló gömbfülkékben fordultak elő. Közöttük egyaránt voltak kifejlett és fiatal példányok. A héjas csigák közül Oxychilus glauber-ból az egyedszám 13. Ezen a területen, a felszínen és a barlangban páran régen végeztek gyűjtést, pl. Wagner János. Az általa többször említett ragadozó csigának, a Dauderbardia fajnak sem házát, sem élő példányát nem találta meg Burján Anna és nem található az 1979-ben végzett gyűjtésének anyagában sem.

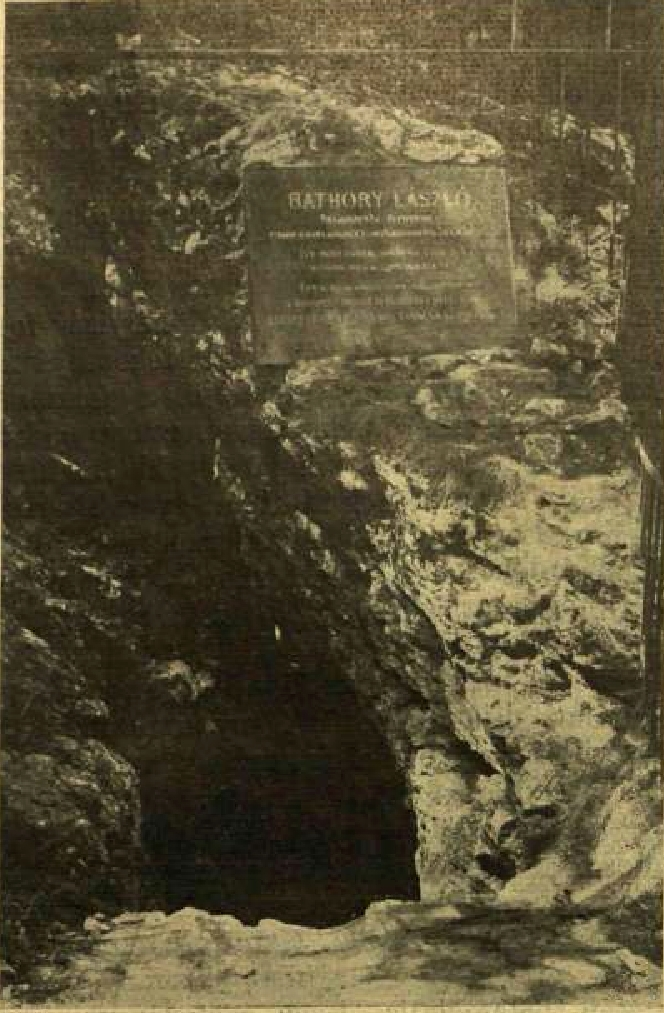
A Bátori-barlang bejárata és a bejáratnál elhelyezett emléktábla 1911-ben

1979-ben állagmegóvó munkát végzett a BSE Barlangkutató Csoport a barlangban. Év végére téli tábort szervezett, hogy a Huzatos szűkületét átvésse, mert nagyon valószínű, hogy a járat folytatódik a repedés után. Az egyik csoporttag, Burján Anna biológiai vizsgálatokat (csigagyűjtést, meghatározást) végzett a barlangban és a barlang felszínén. Erről külön beszámolót küldött a Magyar Karszt- és Barlangkutató Társulatnak. 1980-ban Kovács Jutka a bulgáriai nemzetközi barlangász találkozón Magyarország hévizes barlangjainak keletkezése, különös tekintettel a Bátori-barlangra vonatkozóan címmel tartott volna szakelőadást, ami több reklamáció ellenére, objektív okok miatt elmaradt. Az 1980. évi Karszt és Barlang 1. félévi számában publikálva lett, hogy a kiemelt jelentőségű Bátori-barlang a 4700-as barlangkataszteri területen (Budai-hegység és Érd környéke) helyezkedik el. A barlangnak 4732/2. a barlangkataszteri száma. Az MKBT Dokumentációs Bizottsága a helyszínen el fogja helyezni, a többi kiemelt jelentőségű barlanghoz hasonlóan, a barlang fémlapba ütött barlangkataszteri számát. A barlangkataszteri szám beütéséhez alapul szolgáló fémlap ugyanolyan lesz mint a többi kiemelt jelentőségű barlang fémlapja.
1980 elején a BSE Barlangkutató Csoport néhányszor bontotta a barlang fő repedési irányát követő réteget. Egy kb. 3,5–4 m-es rész Pelés-ágnak lett elnevezve a járatban bontáskor talált és téli álomból ébredező, agyagkitöltésbe befészkelt három pele miatt. A rágcsálók miatt nem lett mindenhol eltávolítva az agyagkitöltés. A tagok azt remélték, hogy ott a pelék folytatni fogják téli álmukat. Nyáron, a karbantartó táborozáskor (TE-60-as) villany ütvefúróval vésték a Pálosok termét és a Huzatos alsó ágát, de nem történt jelentős előrehaladás. Novemberben és decemberben a Huzatos-ág felső járatát bontották. A járat egyik oldala ferdén becsúszott hatalmas homokkőből és vasérctömbökből áll. Oldott mészkő a másik oldal és a mennyezet. Alja agyagkitöltés. Iránya megegyezik a főrepedés irányával.
Kevés vésés után és nagy mennyiségű agyag eltávolításával szűk kuszodába jutottak, amelyet keresztirányú repedés zárt le. Ez a repedés a Huzatos-ág alsó járatában is megfigyelhető, ahol már csak 0,5 m szálkő vésésével lehetne elérni. 60–80 cm-es ellipszis alakú szelvényben lehet lefelé haladni a felső járatnál, a két repedés találkozásánál. A kitöltés leginkább vasérctömb és vörösagyag. Erős huzat érezhető a törmelék réseiből. Érdekes a vasérctömbökön lévő oldásnyom, de össze kellett törni őket kiemelés előtt a szűk hely miatt. Lefényképezni sem tudták őket a szűk hely miatt.

### 1981–1998
1981-ben a tagok hétvégente leginkább a Befürdőből a Piramis-terembe 1973-ban hordott törmelék felszínre szállítását végezték és majdnem teljesen be is fejezték ezt a feladatot. Az összegyűlt kitöltés alatt a középkorban depózott agyag és kőtörmelék is volt, amelynek jelentős részét eredeti helyén hagyták esetleges későbbi vizsgálat miatt. Sok, szintén áthordott törmeléket vittek felszínre a Bánya-szakasz középkori mesterséges tárójából, a Szabó-aknából és ezzel nyertek törmeléklerakó-helyet a téli tábor munkájához. Feltáráskor megtisztították a barlangot a fahulladéktól, a szétszórt törmeléktől és a látogatók által otthagyott szeméttől.

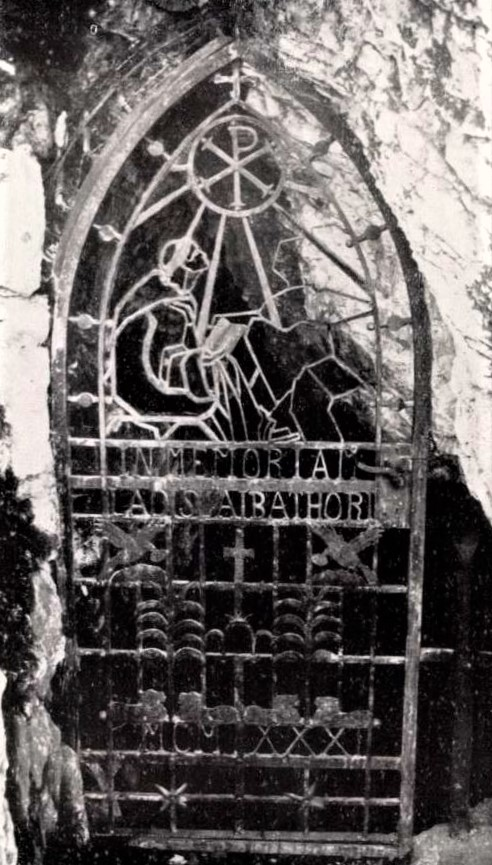
A Bátori-barlang bejáratát lezáró vasrácskapu 1935-ben

Kísérletet tettek a Tölcsér-terem oldalából kezdődő nagyon szűk repedés tágítására és bejárására, de a kísérlet nem sikerült hozzáférhetetlenség miatt. A repedés gyakori hajlásokkal halad lefelé és hévizek által oldott. Zseblámpával kb. 4–5 m-ig lehet belátni és alja mosott, apró kőtörmelékből áll. Néhány csoporttag a Pelés-ágban próbált bontani. A meleg víztől többször átoldott, átkristályosodott és összecementálódott anyagból és vörösagyagból álló kitöltésben nem lehet továbbjutni kézi erővel. A december 26-tól december 30-ig tartott téli táborozáskor a Huzatos-ág felső részén, amit Felső-Huzatosnak neveztek el, foglalkoztak feltáró munkával.
Összecementálódott képződménytörmelék, vörösagyag, hatalmas homokkőtömbök és vasérctömbök között bontották a Patkányszoros nevű szűk kuszodát. A kuszoda kb. 0,75 m átmérőjű félig szilárd, félig összecementálódott omladékból álló mennyezetű fülkében ér véget. A Huzatos-ágban elhelyezkedő keresztrepedéshez jutottak a fülke aljának bontásával és oldalainak letisztításával, majd a széles repedés alját kezdték bontani, amely 1,5 m hosszú volt a munka kezdetekor. Bontással kb. 4–5 m mélyen 3–4 m-es hosszúságot értek el. Található benne borsóköves kis gömbfülke is, amely kb. 0,5 m magas és 0,3–0,4 m keresztmetszetű.
A bontandó anyag leginkább nagyon kemény és nagy fajsúlyú, a repedést majdnem teljesen teléresen kitöltő vasérc. Színe változó, elsősorban fekete, sötétbarna, kevés vörös, nagyon kevés sárga. A vörös darabokkal sziklára, bőrre rajzolni lehet. Az oldalfal aláhajlásaiban szivacsosan, lemezesen kivált vasérc van szürke és sárgapöttyös vasérc kiválással. Sok, tiszta, vastag rétegekben lerakódott kaolint bontottak ki, amely általában az oldott aláhajlásokban, de a repedés falai között, a vasérc kitöltés elvékonyodott részei alatt is előfordult. Az oldalfalaknál 0,5×0,6 m-es területen elérte vastagsága a 30–40 cm-t. A vasérc kitöltés alatt a repedés szélességében helyenként 0,5 m hosszanti kiterjedésben szintén megtalálható volt 30 cm vastagon. Mélyítéskor majdnem méterenként fejtettek ki 2–3 kaolin lencsét.
Gyakran előfordult kis területeket kitöltő és márgásnak tűnő kemény kőzet. A repedés további részeit vörösesbarnától rőtvörös színűig váltakozó vörösagyag töltötte ki. Bontással eljutottak a Huzatos-ág aljáig, ahol a keresztrepedés van. A Felső-Huzatosból az ÉNy-i irányú repedésen át a Huzatos-ágba lehet látni, amelytől kb. 1 m vastag szálkő választja el. Kezet lehet fogni a repedésen keresztül. Ez a pont az É–ÉK-i irányú repedés D-i vége, ami a törmeléktömbök alá ér. Itt nagyon nedves agyagból és nagy kőtömbökből áll a sárgásbarna kitöltés. Feltáráskor mintákat gyűjtöttek és fénykép-dokumentációt készítettek. A repedések irányai becsültek, mert a nagy vasércesedés miatt nem lehetett iránytűt használni.
Ebben az évben a tagok megszerkesztették a barlang alaprajz poligontérképét és hosszmetszet poligontérképét, valamint kiterített hosszmetszet poligontérképét. A térképeken 1:100 méretarányban van ábrázolva a barlang. Kornis Gábor és Dócs János felmérték a Felső-Huzatost, majd Borka Pál a felmérés felhasználásával megrajzolta a barlangrész alaprajz térképvázlatát és három keresztmetszet térképvázlatát. Az 1981. évi MKBT Beszámolóban lévő csoportjelentésben publikálva lett a barlang 1981-ben készült három poligontérképe és a Borka Pál által 1981-ben rajzolt térképvázlatok. A Kordos László által írt, az 1982. évi MKBT Beszámolóban közölt áttekintésben meg van említve, hogy 1982-ben Kraus Sándor vitt a Magyar Állami Földtani Intézetbe a Kuszoda nevű részből 1980 decemberében gyűjtött iszapolt csontmintát. Ebben denevércsont törmelékek, egy pelefaj foga és valószínűleg Mimomys fogtöredék volt. Ez az első jele annak, hogy a barlang nagyrészét kitöltő sárgásvörös színű agyag idősebb pleisztocén kori.

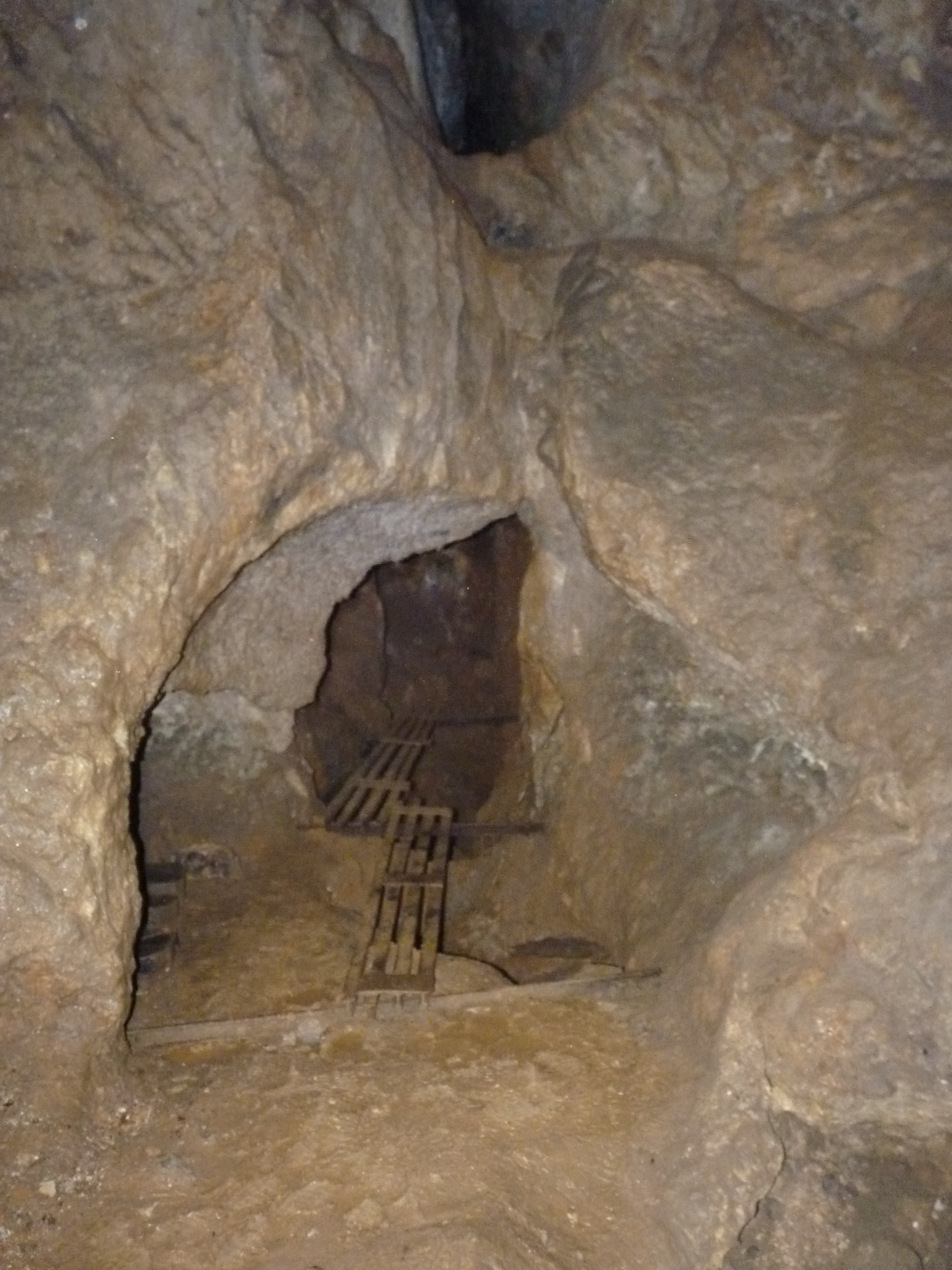
A Bejárati-terem legvégéből nyíló járatok

1982. július 1-től az Országos Környezet- és Természetvédelmi Hivatal elnökének 1/1982. (III. 15.) OKTH számú rendelkezése (1. §. és 3. §., illetve 5. sz. melléklet) értelmében a Budai-hegységben lévő Bátori-barlang fokozottan védett barlang. Geológiai, régészeti, valamint vallás-, település- és ipartörténeti értékei miatt lett fokozottan védett barlang. Az 1982. szeptember–októberi MKBT Műsorfüzetben meg van említve, hogy a Budai-hegységben található Bátori-barlang fokozottan védett barlang. A felsorolásban a barlangnevek az MKBT által jóváhagyott és használt helyesírás szerint, javított formában lettek közölve. 1982. december 31-én a BSE Barlangkutató Szakcsoport kutatási területe volt a Bátori-barlang. 1984-ben a csoporttagok karbantartó munkát végeztek a barlangban, mert a barlangot feltörték. Megállapították, hogy a felső ajtó zárszerkezete tönkrement és azt ki kell cserélni.
Az 1984-ben kiadott, Magyarország barlangjai című könyvben van egy Magyarország térkép, amelyen a Magyarországon lévő, biológiailag kutatott barlangok földrajzi elhelyezkedése figyelhető meg. A térképen látható a biológiailag feldolgozás alatt álló Bátori-barlang földrajzi elhelyezkedése. A kiadvány országos barlanglistájában szerepel a Budai-hegységben lévő barlang Bátori-barlang néven Báthory-barlang és Hárs-hegyi-barlang névváltozatokkal. A listához kapcsolódóan látható a Dunazug-hegység barlangjainak földrajzi elhelyezkedését bemutató 1:500 000-es méretarányú térképen a barlang földrajzi elhelyezkedése. Az 1986. évi Karszt és Barlangban megjelent bibliográfia regionális bibliográfia részében szerepel a barlang Bátori-barlang néven. Az összeállítás szerint a Karszt és Barlangban publikált írások közül 3 foglalkozik a barlanggal. A 3 írás közül a 163. sorszámú könyvismertetés nem említi a barlangot.
Az 1987. december 31-i állapot alapján Magyarország 51. leghosszabb barlangja a 4732/2 barlangkataszteri számú, 339 m hosszú Bátori-barlang. Az összeállítás szerint az 1977. évi Karszt és Barlangban közölt hosszúsági listában a barlang kb. 300 m hosszú. Kárpát József és Borka Pál 1986. évi barlangfelmérésével lett megállapítva, hogy a barlang 339 m hosszú. Az 1987. december 31-i állapot alapján nincs Magyarország legnagyobb függőleges kiterjedésű barlangjai között a Bátori-barlang, mert az új felmérés szerint nem éri el az 50 m-es mélységet. Az összeállítás szerint az 1977. évi Karszt és Barlangban közölt mélységi listában a barlang kb. 60 m mély. Az 1987. évi MKBT központi kutatótábor tájékoztatójában van egy ábra, amelyen megfigyelhető, hogy a budai barlangok közül néhány, pl. a Bátori-barlang mekkora tszf. magasságban helyezkedik el, illetve ezeknek a barlangoknak mekkora a függőleges kiterjedése.
Az 1989. évi Karszt és Barlangban lévő, Magyarország barlangjai című összeállításban szó van arról, hogy a Budai-hegységben, a Hárs-hegy csúcsán van a Bátori-barlang bejárata. A dachsteini mészkőben keletkezett barlangot már az újkőkorszak emberei is ismerték. Ezt a régészek a barlang bejárati csarnokának régészeti leletei alapján állapították meg. A 300 m-nél alig hosszabb kis barlangban szép gömbfülkefüzérek és borsókőkiválások vannak. Az üreg kultúrtörténeti különös érdekessége, hogy néhány járatában régen ércet bányásztak. A középkorban, majd a 18–19. században fejtették itt a mészkő fedőjében lévő homokkő érctartalmának kimosódásából származó, magas vastartalmú teléreket. A telérből némi ezüstöt és aranyat is bányásztak.
A publikációban lévő 1. ábrán (Magyarország térkép) be van mutatva a barlang földrajzi elhelyezkedése. A folyóirat 1989. évi különszámában napvilágot látott ennek az utóbbi tanulmánynak az angol nyelvű változata (The caves of Hungary). Ebben a tanulmányban Bátori Cave a barlang neve. Az angol nyelvű tanulmányhoz mellékelve megjelent egy olyan lista, amelyben Magyarország leghosszabb barlangjai vannak felsorolva. A felsorolás szerint a Budai-hegységben fekvő, 339 m hosszú Bátori-barlang (Bátori Cave) 1988-ban Magyarország 52. leghosszabb barlangja. (1977-ben a barlang 300 m hosszú volt.)
Az Acheron Barlangkutató Szakosztály 1992. évi jelentésében van egy Rosner Péter által írt beszámoló a barlang 1992-ben történt gondozásáról, amelyben az olvasható, hogy a Hárs-hegy oldalában nyíló, fokozottan védett barlang évek óta gazdátlanul, tárva-nyitva állt és ez komoly balesetveszélyt jelentett, valamint veszélyeztette a barlang állapotát is. Bár ajtaját a szakosztály tagjai több alkalommal lezárták korábban, a rongálók találékonysága miatt március 15-én a zárszerkezetet megerősítették és a lezárást megbízhatóbbá tették. Azóta 4–5-ször kellett műszaki eszközökkel felvonulniuk, hogy az ajtón helyrehozzák a rongálási kísérleteket. A barlangot rendszeresen, 2–3 hetente helyszínelték és más barlangkutató csoportoknak túrákat vezettek.

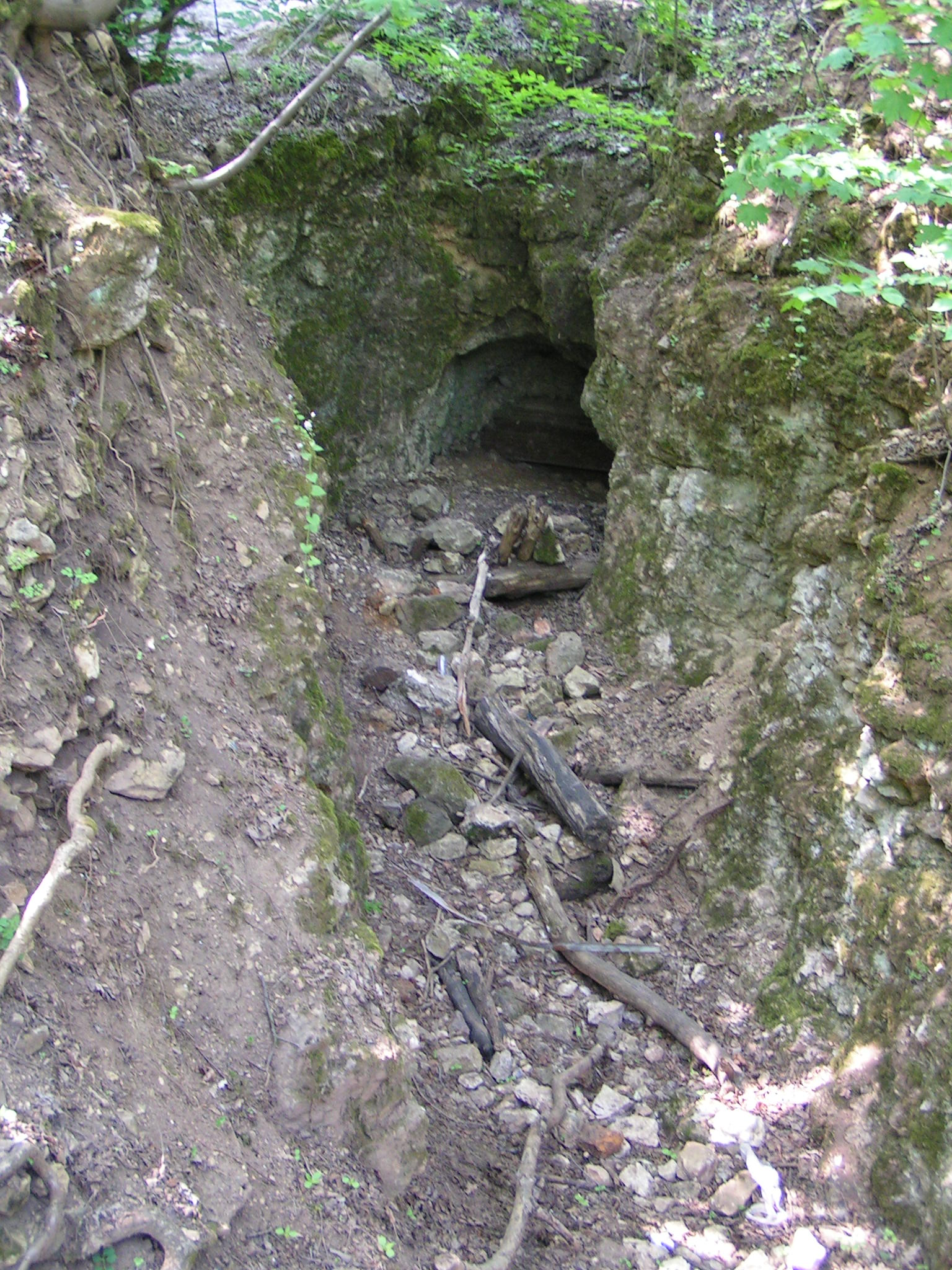
A Bátori-barlang alsó bejárata 2011-ben

Elkezdték a barlang és környezetének rendbetételét, amely leginkább a felhalmozódott hulladék elszállítását jelentette. Tervet dolgoztak ki a barlang turista jellegű bemutatására, amelyet a Barlangtani Intézet előzetesen jóváhagyott. A gondozás és bemutatás mellett szeretnék elkezdeni a barlang klimatológiai és biológiai feldolgozását. Az 1993. március–áprilisi MKBT Műsorfüzetben megjelent, hogy a KTM Természetvédelmi Hivatal egy plakátsorozat megjelenését tervezte, amelyen a magyarországi fokozottan védett barlangok szerepelnek, és ehhez diákat keresett. Előkészítés alatt állnak a Budai-hegység fokozottan védett barlangjairól és a közeljövőben fokozottan védett barlangjairól készült plakátok, köztük a Bátori-barlangot ábrázoló is. Ez a barlang is csillaggal lett megjelölve, amely azt jelenti, hogy leginkább erről a barlangról keres fényképet.
1998. május 14-től a környezetvédelmi és területfejlesztési miniszter 13/1998. (V. 6.) KTM rendelete szerint a Duna–Ipoly Nemzeti Park Igazgatóság illetékességi területén, a Budai-hegységben található Bátori-barlang az igazgatóság engedélyével látogatható. 1998-ban Szabó Zoltán megszerkesztette a barlang térrajzát. A térrajzon 1:100 méretarányban van ábrázolva a barlang. A térrajz a Borka Pál és Kárpát József által 1986-ban készített térkép alapján lett rajzolva (térképüket Szabó Zoltán 1998. július 13-án egészítette ki). 1998 októberében Szabó Zoltán megszerkesztette a barlang alaprajz térképét, amely a Borka Pál és Kárpát József által 1986-ban végzett barlangfelmérés felhasználásával lett rajzolva. Ehhez a kiegészítéseket Szabó Zoltán és Kaposi Judit mérték fel. Az alaprajz térkép használatához a térképen jelölve van az É-i irány.

### A 21. században
2001. május 17-től a környezetvédelmi miniszter 13/2001. (V. 9.) KöM rendeletének értelmében a Budai-hegység területén lévő Bátori-barlang fokozottan védett barlang. Egyidejűleg a fokozottan védett barlangok körének megállapításáról szóló 1/1982. (III. 15.) OKTH rendelkezés hatályát veszti. A 2003-ban napvilágot látott Magyarország fokozottan védett barlangjai című könyvben lévő barlangismertetésben az van írva, hogy a 4732/2 barlangkataszteri számú Bátori-barlang további nevei Aranka-barlang és Hárs-hegyi-barlang. Pest megyében, Budapest II. kerületében, a Budai-hegyekben lévő Nagy-Hárs-hegy ÉK-i oldalán, 440 m tszf. magasságban van bejárata. Hűvösvölgyből az elhanyagolt piros háromszög jelzésű turistaúton, a Gyermekvasút Szépjuhászné állomásától pedig jó állapotban lévő turistaúton a sárga sáv jelzést követve érhető el.

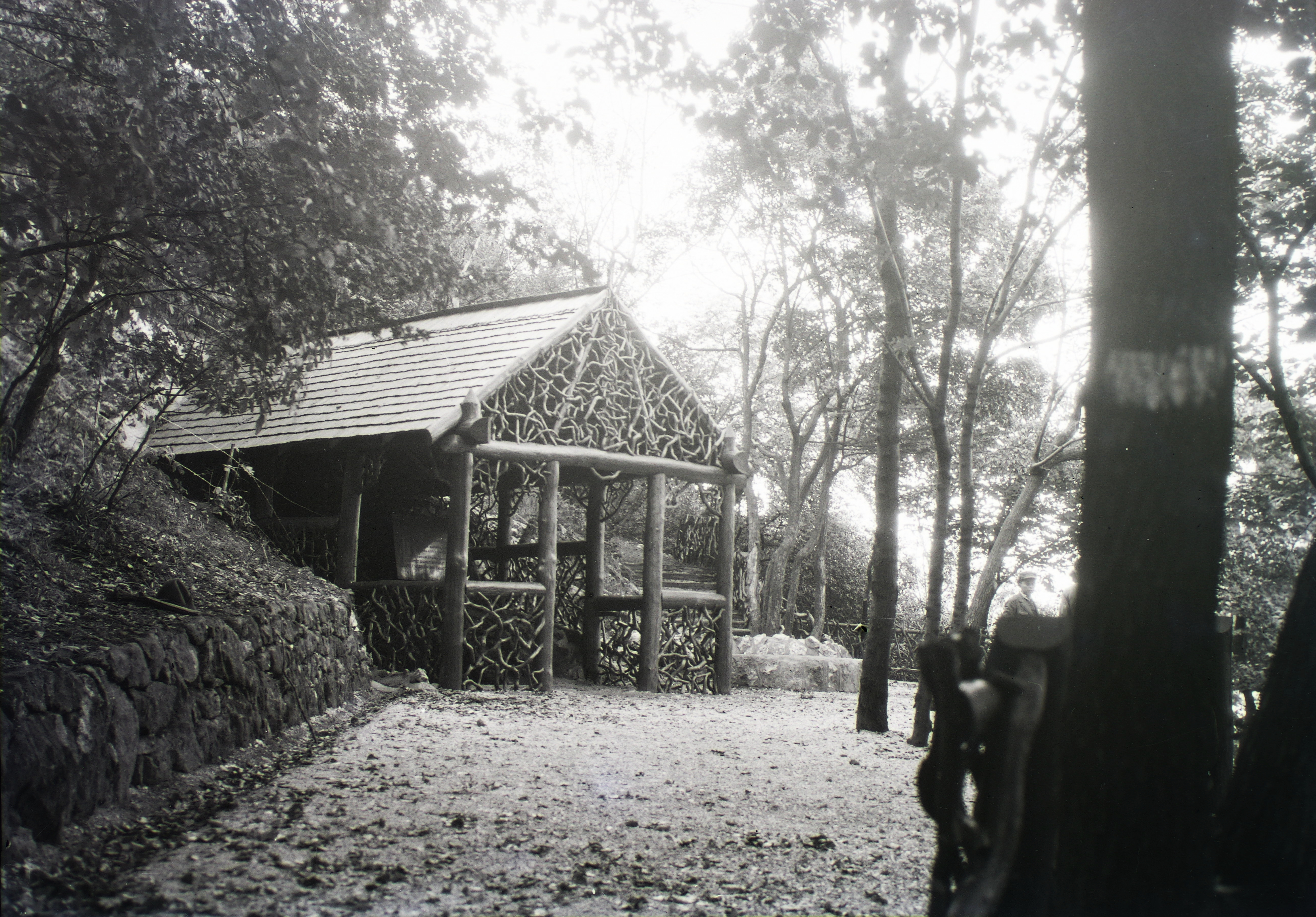
A Bátori-barlang bejárata 1929-ben

360 m hosszú, 56 m függőleges kiterjedésű és 40×30 m vízszintes kiterjedésű. Bár méreteit tekintve a hegység barlangjai között csak a középmezőnyt vezeti, hidrotermális ásványkiválásai, oldásos formakincse, megismerésének és hasznosításának különleges története miatt Budapest barlangjainak egyik legérdekesebb képviselője. Buda 1847. június 17-én hozott határozatával Bátori Lászlóról lett elnevezve a barlang, aki itt 1437-től 1457-ig remetéskedett a hagyomány szerint, és kinek nevét hol Báthorynak, hol Bátorinak írták. A barlang nevének írásában is látható ez a változatosság. Bátori László magyarul írt (valószínűleg a barlangban készült) bibliamagyarázata Mátyás király könyvtárába került, de onnan eltűnt.
A hidrotermális limonit kitöltés arany- és ezüsttartalmú komplex érc minél teljesebb kitermelése miatt bányásztak is a barlangban. A barlang bányaszakasza őrzi a nyomait ennek a tevékenységnek (mesterséges bővítések, fúrt lyukak, lépcsők). Néhány levéltári adatot is talált az itt történt bányászatról a barlangot az 1960-as évektől kutató Vajna György, de dokumentumok nélkül nehéz megállapítani a bányászat kezdetét. Az azonban biztos, hogy a 15. századból valók a bányarész legmélyebb pontján talált leletek. A bányászat folytatásának gondolata a 18. században merült fel megint. Az akkori ezüst és vas kitermelésről már rendelkezésre állnak írott dokumentumok.

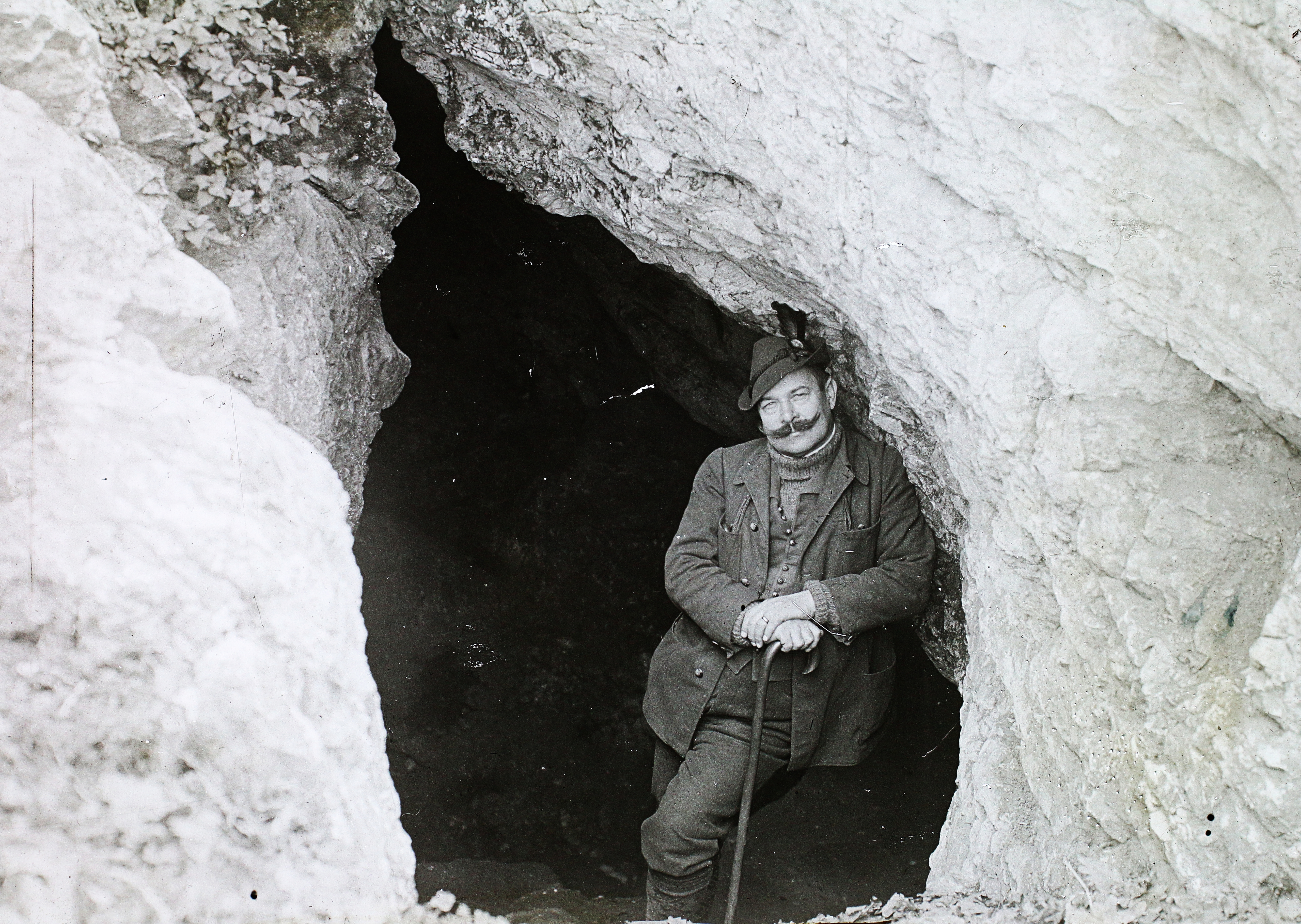
A Bátori-barlang bejárata 1906-ban

A barlang megismerése sokáig tartott. Sokszor fedezték fel, többször betömték veszélyessége miatt, melynek az volt a következménye, hogy hosszabb-rövidebb időre elfeledkeztek a barlangról. Ismereteink szerint Tomola Nándor 1830-ban fedezte fel, aki a barlangról rajzokat (térképet?) készített. Valószínűleg neki köszönhető, hogy Buda határozatban intézkedett a barlang elnevezéséről. A barlangot a Magyar Hírlap 1850-ben és Palugyai Imre 1852-ben említette. A Vasárnapi Újság 1878-ban arról számolt be, hogy a Hárs-hegy alatt talált, ismeretlennek hitt, a turista társaság egyik nőtagjáról Aranka-barlangnak elnevezett barlang századok óta ismert, és az azonos a Bátori-barlanggal. A következő évben Szabó József geológus egyik munkájában ismertette, hogy a barlang rejtett nyílását Tomola Nándor kb. 8 évvel korábbi beszámolója alapján kereste meg, amelybe Wissinger tanár ereszkedett le tűzoltókötélen. 1878-ban Margó Tivadar (talán a barlangot megint felfedező turistatársaság tagjaként) a barlangból néhány, akkor még a budai faunában különleges denevérfajt írt le.
A Zugliget Egyesület kezdeményezésére 1911-ben Budapest elöljárósága kitakaríttatta a barlangot, lépcsős lejáratot építtetett és díszes vasráccsal zárta le a bejáratot. A külső sziklafalon Bátori munkásságát megörökítő fekete márványtáblát, mellé üveges keretbe egy festmény másolatát helyezték el, amely a remetét munka közben, a barlangban ábrázolta. 1917 és 1919 között Kadić Ottokár járt néhányszor a barlangban és felmérte azt. Ekkor sokkal hosszabb szakaszát ismerték, mint a második világháború után (Bánya-szakasz, Piramis-ág). 1931-ben Havran Imre iparművész tervei alapján készült el a barlang második kiépítése, amikor márványoltárt helyeztek el a bejárati teremben.

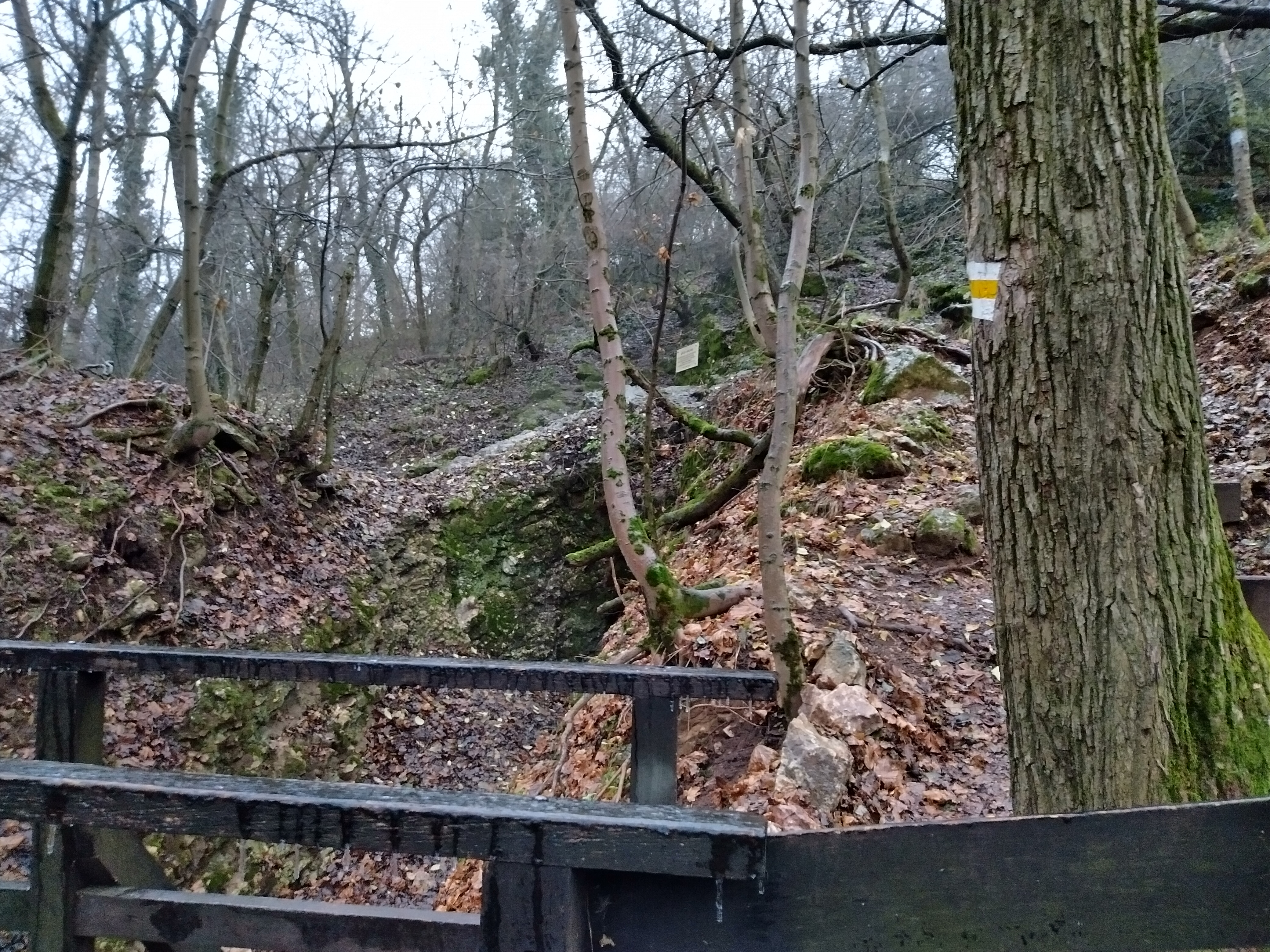
A Bátori-barlang bejáratának előtere 2020-ban

1961-től új fejezet kezdődött a barlang kutatástörténetében Vajna György, Szitár Ferenc, Rappai Loránd, majd később Szabó László, Kovács Kázmér vezette barlangkutatók (a későbbi BSE Barlangkutató Csoport) több mint egy évtizedes kitartó munkája miatt. Ebben az időszakban nemcsak feltáró kutatást folytattak (részben az eltömedékelt járatok exhumálását), hanem a barlang múltját is megpróbálták tisztázni. Az eredményekről képekkel gazdagon illusztrált könyvben számolt be Vajna György (1973). 1985-ig folytatta a BSE Barlangkutató Csoport a barlangot kitöltő, részben már átmozgatott üledék eltávolítását. Kutatásakor beigazolódott, hogy feltáró munkát leginkább vízszintes irányokban lehet végezni, mivel a járatok a mélyebb részeken mindenhol szűk forráscsövek alakjában fejeződtek be. A kisebb feltárások mellett, az intenzív légáramlás útját követve omladékos labirintusba tudott a csoport bejutni, amely mészkő és homokkő határán jött létre. A barlangban nem folyik aktív feltáró kutatás 1985-től. Csak néhány ponton történt kis előrejutás.
A kutatás intenzív (és látványos eredményeket is hozó) részének vége után jöttek a gazdátlanság évei. Az illetéktelen behatolók gyakran feltörték a két bejárat valamelyikét, ilyenkor a barlang hosszabb-rövidebb ideig nyitva állt az ásványgyűjtők és kalandkeresők számára. A látogatók tevékenységüket a bejárat közeli szakaszokra korlátozták, ezért leginkább a Piramis-szakaszban és a Szabó László-terem környékén tapasztalhatók a legnagyobb károsodások. Itt vannak a Báthory emléktábla darabjai is. Az emléktábla régebben a Bejárati-teremben került elhelyezésre. A barlang felső bejáratának feltörésálló kettős vasajtóval történt lezárása, valamint az alsó bejárat vasajtaja és felszín felőli részének visszatömedékelése az illegális behatolásnak ma már ellenáll.
A Duna–Ipoly Nemzeti Park Igazgatóság engedélye kell megtekintéséhez. A barlangot és előterét már az újkőkorszaktól ismerte és használta az ember, amit a feltáráskor kihordott kitöltésből, valamint a barlang előterében folytatott munka során (sajnos leginkább) bolygatott anyagból előkerült csiszolt kőkorszaki, réz-, bronz- és vaskori leletek bizonyítanak. A korai középkor első leletei a 13. századból származnak. 14–16. századi nagy tömegű leletanyaga intenzív emberi jelenlétre utal, feltehetően az 1290 és 1310 között épített budaszentlőrinci pálos kolostor közelsége miatt. A barlang járatai egészen a pálos kolostorig húzódtak egy monda szerint.

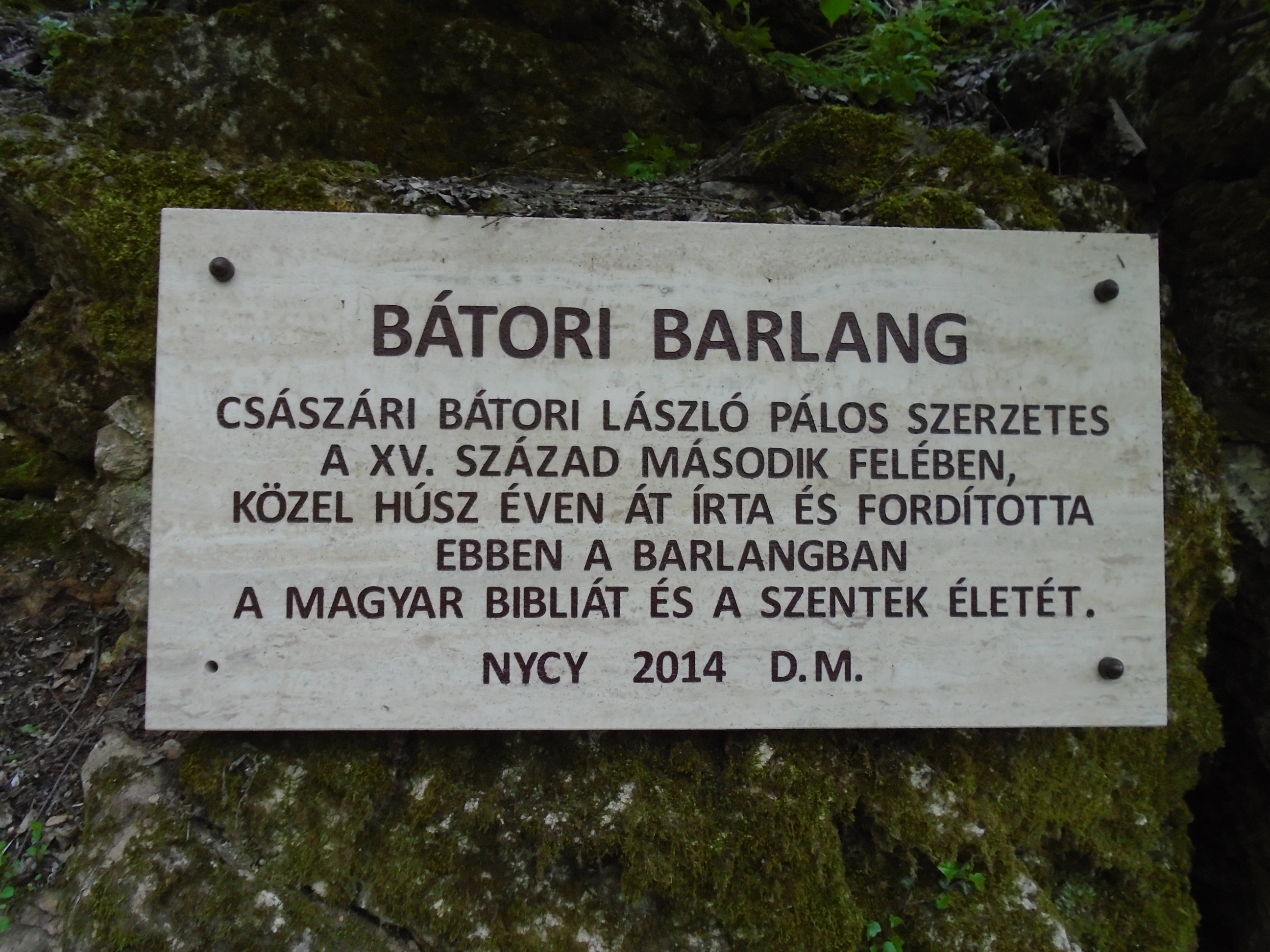
A Bátori-barlang emléktáblája 2017-ben

A barlangismertetés 6 irodalmi mű alapján lett írva. A könyvbe bekerült a barlang 1998 októberében készült térrajzának színes változata és egy színes fénykép, amelynek képaláírása szerint a látványos vöröses-sárgás borsókő képződmények tövénél, különösen a sérült helyeken, hófehér hegyitej is látható. A fénykép Borzsák Péter munkája. A könyvben található, Egri Csaba és Nyerges Attila által készített hosszúsági lista szerint a Budai-hegységben lévő és 4732-2 barlangkataszteri számú Bátori-barlang Magyarország 67. leghosszabb barlangja 2002-ben. A 2002-ben 360 m hosszú barlang 1977-ben 300 m és 1987-ben 339 m hosszú volt. A könyvben található, Egri Csaba és Nyerges Attila által készített mélységi lista szerint a Budai-hegységben lévő és 4732-2 barlangkataszteri számú, 2002-ben 56 m mély Bátori-barlang Magyarország 63. legmélyebb barlangja 2002-ben.
2005. szeptember 1-től a környezetvédelmi és vízügyi miniszter 22/2005. (VIII. 31.) KvVM rendelete szerint a Duna–Ipoly Nemzeti Park Igazgatóság működési területén, a Budai-hegységben található Bátori-barlang a felügyelőség engedélyével látogatható. 2005. szeptember 1-től a környezetvédelmi és vízügyi miniszter 23/2005. (VIII. 31.) KvVM rendelete szerint a Budai-hegységben lévő Bátori-barlang fokozottan védett barlang.
A 2005-ben kiadott Magyar hegyisport és turista enciklopédia című kiadványban önálló szócikke van a barlangnak, amelyben az olvasható, hogy a Budai-hegységben lévő Bátori-barlang további nevei Aranka-barlang és Hárs-hegyi-barlang. 1918 óta fokozottan védett barlang geológiai, régészeti, valamint vallás-, település- és ipartörténeti értékei miatt. A 440 m tszf. magasságban nyíló, triász dachsteini mészkőben keletkezett, szerteágazó barlangot feltörő hévizek hozták létre. A 360 m hosszú barlangot gömbfülkék, kalcit kiválások, borsókő és cseppkőképződmények díszítik. Bejárati termét ismerték már az újkőkorszak, a rézkor, a bronzkor, a vaskor és a középkor emberei is. Néhány járatában a 15. sz.-tól kezdve ércbányászat folyt, amelyet sok ipartörténeti emlék (sziklába vájt lépcsőfokok, jellegzetes, háromszögletű vésőnyomok, az érc helybeni feldolgozására utaló eszközök) igazol. 18. sz.-i okiratok ezüst- és aranybányászatot is említenek, azonban a kutatók még nem találták meg ennek bizonyítékait.

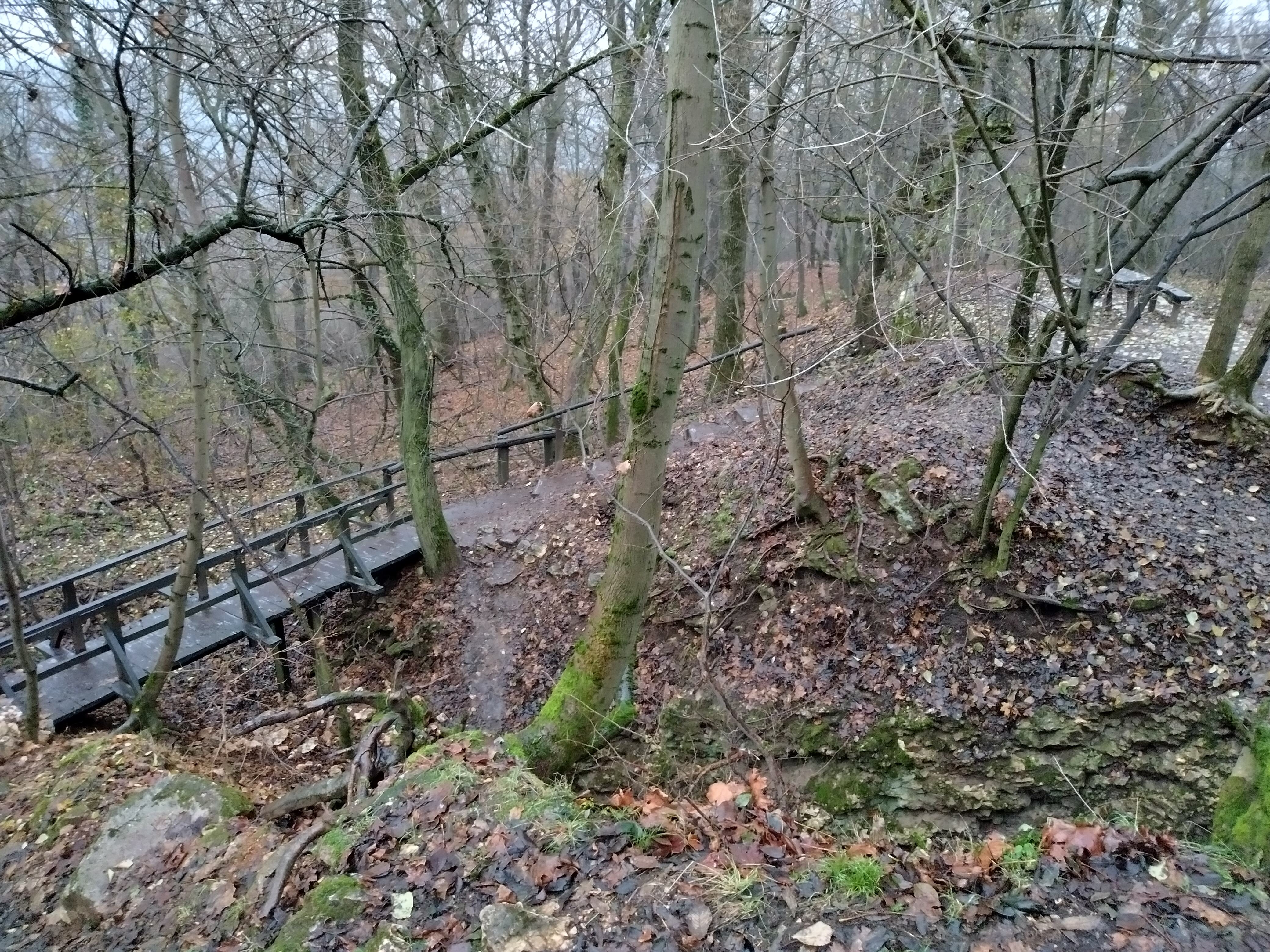
A Bátori-barlang bejáratának előtere 2020-ban

Bátori László pálos szerzetesről, az első magyar szentírás-magyarázóról lett elnevezve, aki 1437-től 1457-ig itt volt remete. Az ő tiszteletére 1911-ben látogathatóvá tették a barlangot, munkásságát megörökítő fekete márványtáblát helyeztek el, bejárata előtt kis faházat építettek, majd 1931-ben Havran Imre tervei alapján egy márványoltárt alakítottak ki, amikből mára csak az összetört márványtábla darabjai maradtak meg. A BSE barlangkutatói tettek legtöbbet megismeréséért 1961-től több mint egy évtizeden át tartó munkával. Eredményeikről Vajna György 1973-ban képekkel illusztrált könyvben adott tájékoztatást. A lezárt barlang megtekintéséhez engedély és barlangjáró gyakorlat kell. Szabó László (1946–1972) szócikkében meg van említve, hogy Szabó László legsikeresebb tevékenységei a Bátori-barlangban végzett feltárások voltak, melyeket sokáig irányított.
2007. március 8-tól a környezetvédelmi és vízügyi miniszter 3/2007. (I. 22.) KvVM rendelete szerint a Duna–Ipoly Nemzeti Park Igazgatóság működési területén lévő Budai-hegységben elhelyezkedő Bátori-barlang az igazgatóság engedélyével tekinthető meg. 2013. július 19-től a vidékfejlesztési miniszter 58/2013. (VII. 11.) VM rendelete szerint a Bátori-barlang (Budai-hegység, Duna–Ipoly Nemzeti Park Igazgatóság működési területe) az igazgatóság hozzájárulásával látogatható. 2013. augusztus 12-től a belügyminiszter 43/2013. (VIII. 9.) BM rendelete szerint a Budapest II. kerületében lévő, 4732-2 barlangkataszteri számú és 23887 lelőhely-azonosítójú Bátori-barlang régészeti szempontból jelentős barlangnak minősül. 2014-ben emléktábla lett elhelyezve a barlang bejáratánál, a bejárat feletti sziklafalon. 2015. november 3-tól a földművelésügyi miniszter 66/2015. (X. 26.) FM rendelete szerint a Bátori-barlang (Budai-hegység) fokozottan védett barlang. 2021. május 10-től az agrárminiszter 17/2021. (IV. 9.) AM rendelete szerint a Bátori-barlang (Budai-hegység, Duna–Ipoly Nemzeti Park Igazgatóság működési területe) az igazgatóság engedélyével látogatható. A 13/1998. (V. 6.) KTM rendelet egyidejűleg hatályát veszti.